# Uniform (Bundeswehr)

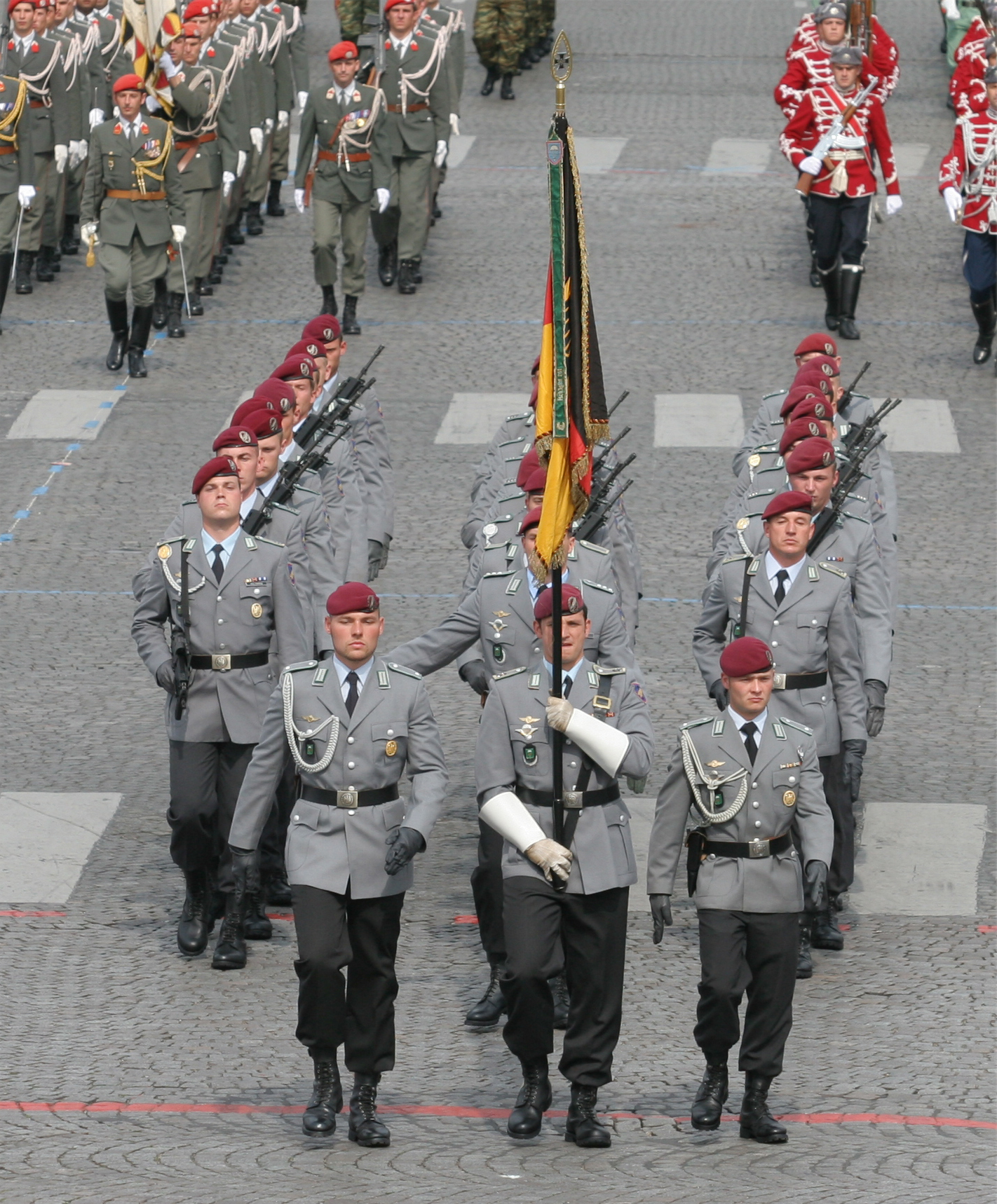
Soldaten der Bundeswehr im Dienstanzug des Heeres bei einer Militärparade in Paris.

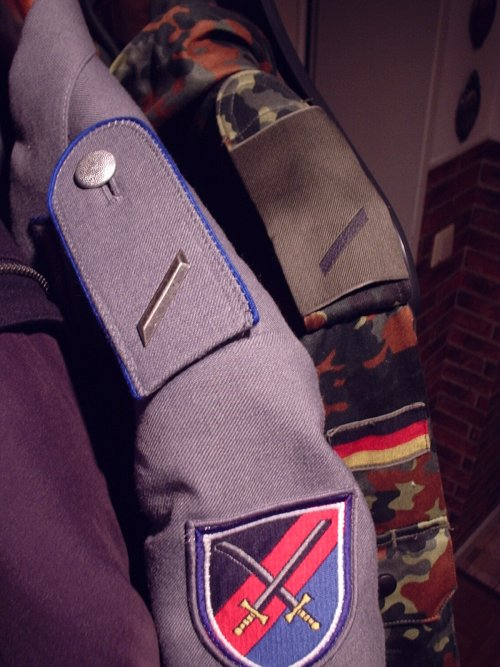
Dienstanzug und Feldanzug eines Gefreiten der Heereslogistiktruppen der ehemaligen Logistikbrigade 100. Beim Feldanzug fehlt die vorgeschriebene Litze.

Die Uniform der Bundeswehr ist die Dienstkleidung der deutschen Soldaten.

## Allgemeines

### Grundsätze
Der Bundespräsident erlässt die Bestimmungen über die Uniform der Soldaten und bestimmt die Kleidungsstücke, die mit der Uniform getragen werden dürfen, ohne Uniformteile zu sein. Er kann die Ausübung dieser Befugnisse auf andere Stellen übertragen (§ 4 Abs. 3, S. 2 f. SG). Dazu hat er die Anordnung des Bundespräsidenten über die Dienstgradbezeichnungen und die Uniform der Soldaten (Text der BPräsUnifAnO) erlassen.
Die Zentralvorschrift A1-2630/0-9804 „Anzugordnung für Soldatinnen und Soldaten der Bundeswehr“ bestimmt die Uniform, legt die Anzugarten und Kennzeichnungen fest und regelt deren Trageweise. Sie bestimmt die Trageweise von Orden und Ehrenzeichen sowie die Ausführung und Trageweise von Abzeichen an der Uniform. Sie gilt für alle Soldaten der Bundeswehr im In- und Ausland sowie für Reservisten, denen eine Uniformtrageerlaubnis nach der Uniformverordnung (UnifV) außerhalb eines Wehrdienstverhältnisses erteilt wurde. Zu den Anzugarten gemäß der Zentralvorschrift gehören der Kampfanzug, der Dienstanzug, der Gesellschaftsanzug und der Sportanzug.
Wer unbefugt eine Uniform der Bundeswehr oder eine solche, die ihr zum Verwechseln ähnlich sieht trägt, wird mit Freiheitsstrafe bis zu einem Jahr oder mit Geldstrafe bestraft (§ 132a Abs. 1 Nr. 4; Abs. 2 StGB)
Ausrüstung und Dienstbekleidung werden seit 2017 durch die Bw Bekleidungsmanagement GmbH bewirtschaftet. Davor war die LH Bundeswehr Bekleidungsgesellschaft dafür zuständig und vor März 2003 die „Kleiderkammern“.
Soldaten werden die Dienstkleidung und die Ausrüstung grundsätzlich unentgeltlich bereitgestellt (§ 69 Abs. 1, S. 1 BBesG; § 5 WSG).

#### Selbsteinkleider
Offizieren, deren Restdienstzeit am Tag ihrer Ernennung zum Offizier mehr als zwölf Monate beträgt (Selbsteinkleider), werden nur die Dienstkleidung, die zur Einsatz- und Arbeitsausstattung gehört, sowie die Ausrüstung unentgeltlich bereitgestellt (§ 69 Abs. 1, S. 2 BBesG). Diesen Offizieren wird für die von ihnen zu beschaffende Dienstkleidung ein einmaliger Bekleidungszuschuss und für deren besondere Abnutzung eine monatliche Entschädigung gewährt (§ 69 Abs. 1, S. 3 BBesG). Der Zuschuss kann ausgeschiedenen ehemaligen Offizieren beim Wiedereintritt in die Bundeswehr erneut gewährt werden (§ 69 Abs. 1, S. 4 BBesG).
Der Umfang der selbst zu beschaffenden Artikel richtet sich nach dem dienstlichen Bedarf, der vom Bundesministerium der Verteidigung bestimmt wird. Die von den Selbsteinkleidern selbst zu beschaffende Dienstkleidung wird in einer Zusammenstellung „Umfang der vom Offizier als Selbsteinkleiderin oder Selbsteinkleider selbst zu beschaffenden und nachzuweisenden Artikel“ festgelegt und in den Richtlinien für Bekleidung (RL-Bekl) bekannt gegeben. Die Selbsteinkleider haben die Beschaffung der vorzuhaltenden Artikel innerhalb von sechs Monaten nach ihrer Ernennung nachzuweisen. Die selbstbeschafften Artikel sind Eigentum des Offiziers. Die dem Offizier bisher aus Dienstbeständen bereitgestellten Stücke der selbst zu beschaffenden Dienstkleidung und persönlichen Ausrüstung hat dieser innerhalb von sechs Monaten zurückzugeben oder käuflich zu erwerben. Die Offiziere sind verpflichtet, die von ihnen zu beschaffende Dienstkleidung in einem für den Dienst voll brauchbaren Zustand zu erhalten und entsprechend zu ergänzen.
Der Bekleidungszuschuss für die selbst zu beschaffende Dienstkleidung beträgt bei der Ernennung zum Berufsoffizier oder Offizier auf Zeit je nach Uniformträgerbereich, Zugehörigkeit zur Gebirgstruppe und Geschlecht zwischen 767 Euro und 1144 Euro, die Entschädigung für die besondere Abnutzung der zu beschaffenden Dienstkleidung zwischen 15,34 Euro und 23,01 Euro.

#### Teilselbsteinkleider
Nicht den Laufbahnen der Offiziere angehörende Berufssoldaten und Soldaten auf Zeit (Unteroffiziere und Mannschaften) erhalten auf Antrag einen Zuschuss für die Beschaffung der „Ausgehuniform“, wenn sie auf mindestens acht Jahre verpflichtet sind und noch mindestens vier Jahre im Dienst verbleiben (Teilselbsteinkleider); nach Ablauf von fünf Jahren kann der Zuschuss erneut gewährt werden (§ 69 Abs. 1, S. 5 BBesG).
Der Zuschuss beträgt für Unteroffiziere je nach Uniformträgerbereich, Zugehörigkeit zur Gebirgstruppe und Geschlecht zwischen 455 Euro und 654 Euro sowie für Mannschaften zwischen 497 Euro und 714 Euro.
Zur Ausgehuniform, die den Unteroffizieren und Mannschaftsdienstgraden bei Zahlung des Zuschusses nicht mehr unentgeltlich bereitgestellt werden und die sie selbst zu beschaffen und instand zu halten haben, gehören die zum Dienstanzug gehörenden Uniformteile Barett/Bergmütze/Schiffchen/Marineschirmmütze, Dienstjacke, Diensthose, Dienstmantel, Rock (weibliche Soldaten) und Langbinder.

#### Wäscheverzichter
Bei Einstellung kann ein Soldat auf die Bereitstellung von Unterhosen und Schlafanzug verzichten. Dafür erhält er als Entschädigung 25,56 Euro. Dazu zählen nicht lange Unterhosen. Auch Strümpfe werden unabhängig davon bereitgestellt.

#### Bekleidungs- und Ausrüstungsnachweis
Der Bekleidungs- und Ausrüstungsnachweis (BAN) ist in der Bundeswehr eine Liste der auf das persönliche Bekleidungskonto der Soldaten gebuchten Bekleidung und Ausrüstung. Sie wird durch eine Servicestation der Bw Bekleidungsmanagement GmbH an den Soldaten ausgegeben. Eine weitere Ausfertigung verbleibt bei der Servicestation, eine ist für die Einheit des Soldaten bestimmt.

#### Bekleidungs- und Ausstattungssoll
Das Bekleidungs- und Ausstattungssoll richtet sich danach, ob der Soldat Selbsteinkleider, Teilselbsteinkleider, Wäscheverzichter oder keines von diesen ist. Des Weiteren richtet sie sich nach Uniformträgerbereich und dienstlicher Tätigkeit.
Der Umfang der den Soldaten (Offiziere, Unteroffiziere und Mannschaften), die Leistungen nach dem Wehrsoldgesetz erhalten, zum unentgeltlichen Gebrauch zu gewährenden Dienstbekleidung und Ausrüstung wird durch den dienstlichen Bedarf nach Maßgabe des Ausstattungssolls und durch die Bestandslage bestimmt. Ein nach Art und Zahl bestimmter Ausstattungsanspruch besteht nicht. An den bereitgestellten Stücken erwerben die Soldaten kein Eigentum, es sei denn, dass für einzelne Artikel ausdrücklich eine abweichende Regelung getroffen ist.

#### Friedenszusatzausstattung
Zur Friedenszusatzausstattung der Soldaten gehört die Dienstkleidung. Im Spannungs- und Verteidigungsfall haben die Soldaten nach Auslösung der entsprechenden Alarmmaßnahme die Friedenszusatzausstattung „Bekleidung und persönliche Ausrüstung“ abzulegen. Für Selbsteinkleider und Teilselbsteinkleider entfällt von diesem Zeitpunkt an der Anspruch auf den Bekleidungszuschuss und die monatliche Abnutzungsentschädigung für Offiziere und der Zuschuss für Unteroffiziere und Mannschaften. Soldaten, die weiterhin Friedenszusatzausstattung tragen müssen, werden mit dieser aus Dienstbeständen versorgt.

#### Tragen von Zivilkleidung im Dienst
Das Tragen von Zivilkleidung im Dienst kann aus dienstlichen Gründen angeordnet werden; Zivilkleidung wird von Amts wegen nicht bereitgestellt.
Soldaten, die Wehrdienst nach dem Wehrpflichtgesetz, nach § 58b des Soldatengesetzes oder nach dem Vierten Abschnitt des Soldatengesetzes leisten und die auf dienstliche Anordnung im Dienst eigene Zivilkleidung tragen, erhalten für deren besondere Abnutzung eine Entschädigung von 1,20 Euro täglich. Die Entschädigung wird halbmonatlich nachträglich gezahlt. Durch besonderen Erlass (Zentralvorschrift A1-1000/0-7000 „Bekleidung der Bundeswehr“) wird bestimmt, wer das Tragen von Zivilkleidung im Dienst anordnet.
Unteroffiziere und Mannschaften im Status eines Berufssoldaten oder Soldaten auf Zeit, die auf dienstliche Anordnung im Dienst eigene Zivilkleidung tragen, erhalten für deren besondere Abnutzung eine Entschädigung von 0,77 Euro täglich. Die Entschädigung wird monatlich nachträglich gezahlt. Für Offiziere ist die Abnutzung der Zivilkleidung mit der Zahlung der Abnutzungsentschädigung abgegolten.

### Einzelregelungen

#### Uniformtragen im Ausland
Soldaten in Dienststellen der Bundeswehr im Ausland tragen im Dienst die Uniform, die für den gleichen Dienst im Inland vorgesehen ist. Soweit zugelassen, kann der Sommeranzug, sandfarben oder weiß, getragen werden. Abweichende Regelungen in zwischenstaatlichen Abkommen gehen dieser Regelung vor. Außer Dienst ist das Tragen der Uniform nur entsprechend den Regelungen zwischenstaatlicher
Abkommen gestattet.

#### Uniformtragen bei politischen Veranstaltungen
Die Anzugordnung der Bundeswehr präzisiert das nach § 15 Abs. 3 SG geltende Verbot für Soldaten, bei politischen Veranstaltungen Uniform zu tragen.

#### Selbstbeschaffte Uniformteile/Abzeichen
Im Rahmen der Anzugordnung dürfen selbstbeschaffte Bekleidungs-/Ausrüstungsartikel getragen werden, die nicht zum jeweiligen Ausstattungssoll gehören. Ihr Tragen darf nicht befohlen werden. Dazu gehören:
- Oberhemd/Bluse, weiß (nicht Diensthemd/-bluse)
- Querbinder
- Gesellschaftsanzug
- Trauerband, schwarz
- Namensschild
- Pullover, grau
- Schirmmütze, grau oder blau
- Langbinder, schwarz
- (Seiden-)Schal, grau, blau oder weiß
- Fingerhandschuhe, schwarz
- Lederkoppel, schwarz mit Kastenschloss

Jedes Tragen nicht dieser Regelung entsprechender Uniformteile (z. B. die Ergänzung/Abwandlung der Uniform mit nicht zugelassenen ausländischen Uniformteilen), das Anlegen nicht genehmigter oder in Form und Farbe abweichender Abzeichen sowie zweckwidrige Verwendung bundeswehreigener Bekleidung ist unzulässig. Selbstbeschaffte Uniformteile und Abzeichen haben in Form, Farbe und Beschaffenheit den dienstlich gelieferten zu entsprechen. Keine Trageerlaubnis besteht dagegen für selbstbeschaffte Bekleidungsartikel der Kampfbekleidung (Feldanzug, Bord- und Gefechtsanzug und Flugdienstanzug – jeweils in allen Varianten).

#### Sonderbestimmungen

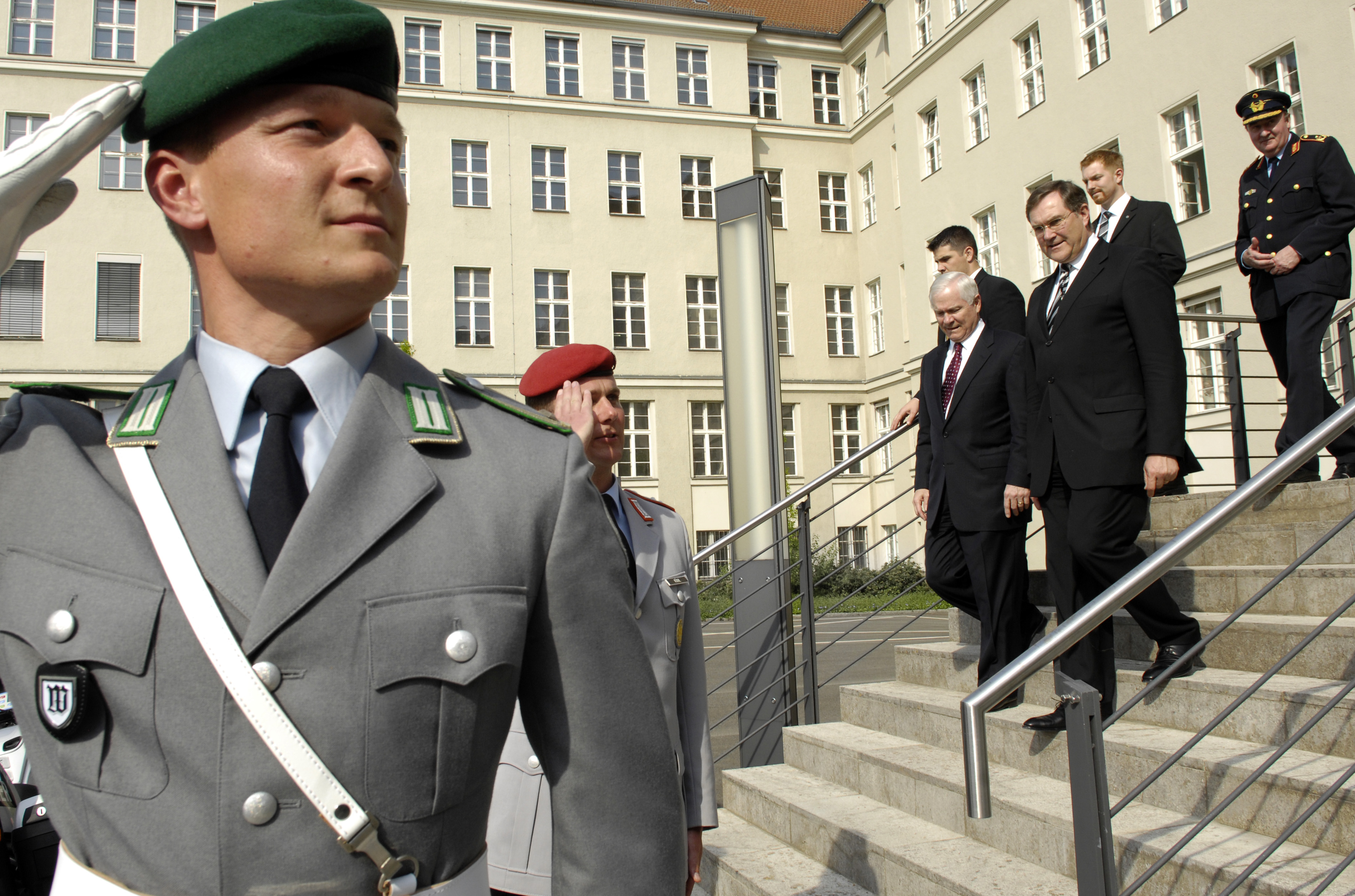
Protokollsoldat mit Weißkoppelzeug

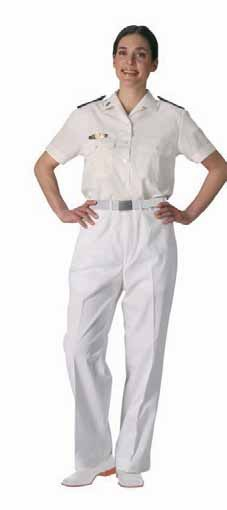
Bekleidung in Sanitätseinrichtungen

Sonderbestimmungen gelten für das Wachbataillon beim Bundesministerium der Verteidigung, die Musikkorps und die Big Band der Bundeswehr bei der Erfüllung repräsentativer Aufgaben, für Spezial- und spezialisierte Kräfte im Rahmen der Vorgaben der jeweils zuständigen höheren Kommandobehörde, für den Sanitätsdienst im Rahmen der Vorgaben der jeweils zuständigen höheren Kommandobehörde, für bi-/multinational zusammengesetzte Verbände entsprechend zwischenstaatlicher Vereinbarungen sowie für Einsätze im Rahmen der Vereinten Nationen und der NATO, WEU, EU und ggf. weiterer Organisationen.

Soldaten der Heeres- und Luftwaffenmusikkorps sowie Heeres- und Luftwaffensoldaten des Wachbataillons tragen bei Einsätzen im protokollarischen Ehrendienst das sog. „Weißkoppelzeug“ (weißes Lederkoppel mit silbernem Verschluss und einem zusätzlichen weißen Lederriemen, der unter der rechten Schulterklappe hindurchgezogen wird), weiße Handschuhe und glatte schwarze Stiefel ohne Schnürung (sog. Protokollstiefel). Diese Ergänzungen können je nach Bedarf sowohl zum Dienstanzug als auch zum Feldanzug getragen werden. Auch die Soldaten der Feldjägertruppe tragen im Formaldienst, sprich bei Gelöbnissen o. ä., das Weißkoppelzeug mit zusätzlicher Pistolentasche. Ansonsten tragen die Feldjäger das Schwarzzeug. Eine Ausnahme von dieser Regel bildet hierbei das Gebirgsmusikkorps, bei dem aufgrund der besonderen Form des Dienstanzugs kein Weißkoppelzeug getragen wird.
Soldaten, die im Sanitätsdienst eingesetzt sind, tragen beispielsweise in Bundeswehrkrankenhäusern oder Sanitätszentren analog zu vielen zivilen Ärzten weiße Kleidung, bestehend aus einem weißen Hemd und weißer Stoffhose. Auf dem Hemd sind zusätzlich Dienstgradabzeichen angebracht. Eine Zeitlang trugen sie am Kragen des Diensthemds der Ausgehuniform einen runden Metallanstecker mit dem Logo der Sanitätsdienstes, diese Regelung ist inzwischen wieder aufgehoben worden.

## Anzugarten

### Begriffsbestimmungen
Die bei der Beschreibung der Anzugarten verwendeten Begriffe „Ergänzung“ bzw. „Abwandlung“ bedeuten Ergänzung, dass die Grundform bestehen bleibt. Die als Ergänzung aufgeführten Bekleidungsstücke können jeweils zusätzlich zur Grundform getragen werden. Abwandlung bedeutet, dass die Grundform durch Wegfall oder Austausch einzelner Bekleidungsstücke verändert wird.

### Grundsätze
Einheitliche Anzugerleichterungen (z. B. Ablegen der Kopfbedeckung, der Dienstjacke/Schibluse, der Feldbluse, des Bordhemdes, Hochkrempeln der Ärmel am Feldanzug) befehlen die Disziplinarvorgesetzten oder die den Dienst leitenden Vorgesetzten. Im Außen- und Geländedienst und in der Ausbildung trägt der Leitende den gleichen Anzug wie die ihm unterstellten Soldaten. Außerhalb von Gebäuden ist grundsätzlich Kopfbedeckung zu tragen. Die am Kampfanzug getragenen Tätigkeits-, Leistungs-, Sonder-, Verbands- und internen Verbandsabzeichen sind im Verteidigungs-/Einsatzfall bzw. bei entsprechender Alarmstufe grundsätzlich zu entfernen.

### Kampfanzug
Der Kampfanzug umfasst mehrere mögliche Varianten:
- Feldanzug, Tarndruck – mit den 3 Unterscheidungen: Besatzungen gepanzerter Fahrzeuge, Tropen, Einsatz
- Bord- und Gefechtsanzug (BGA) Marine – mit der Unterscheidung Tropen (Marine)
- Flugdienstanzug – mit der Unterscheidung Fliegerkombination Tropen

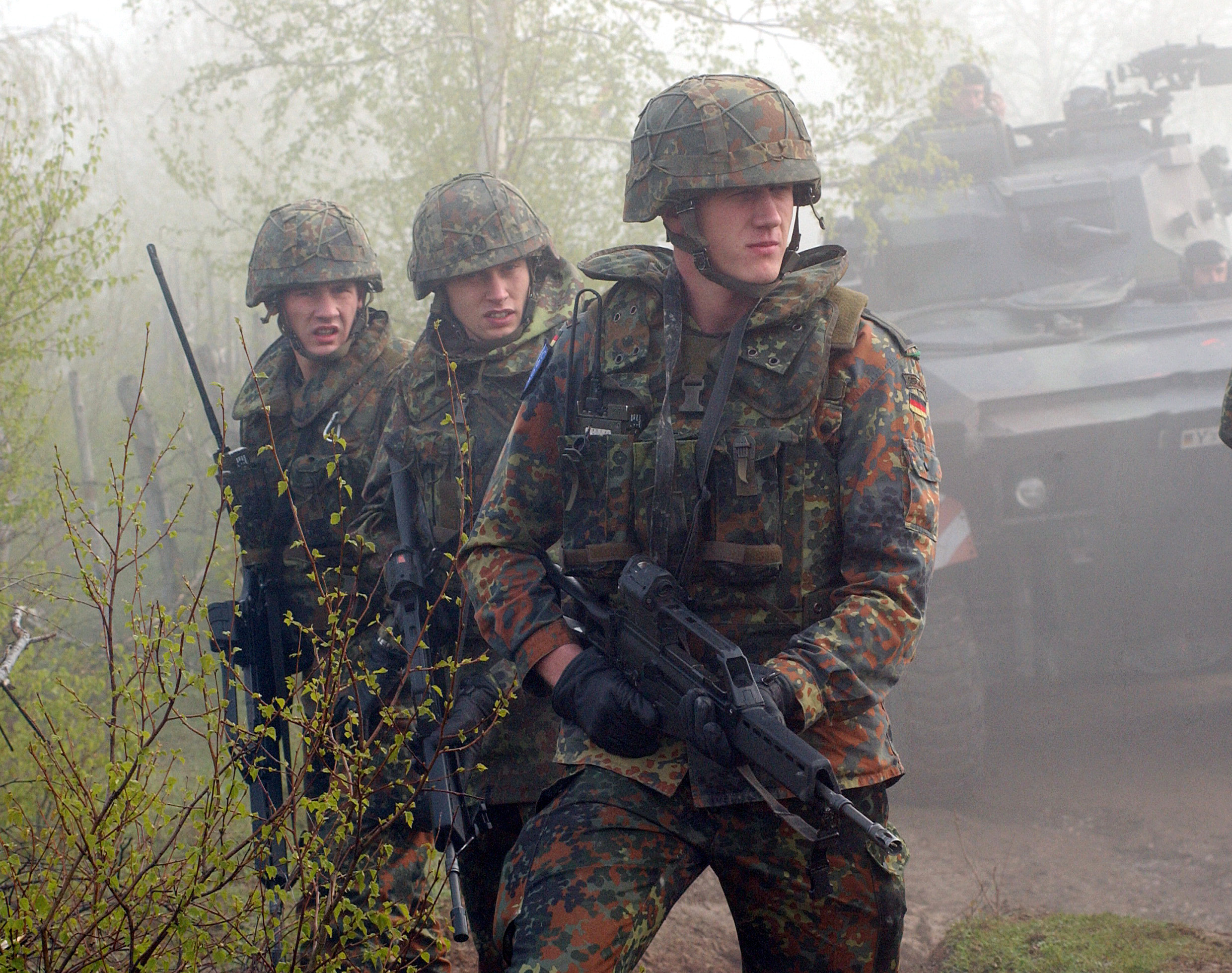
Soldaten im Feldanzug
Soldat im Feldanzug, 3-Farb-Tarndruck
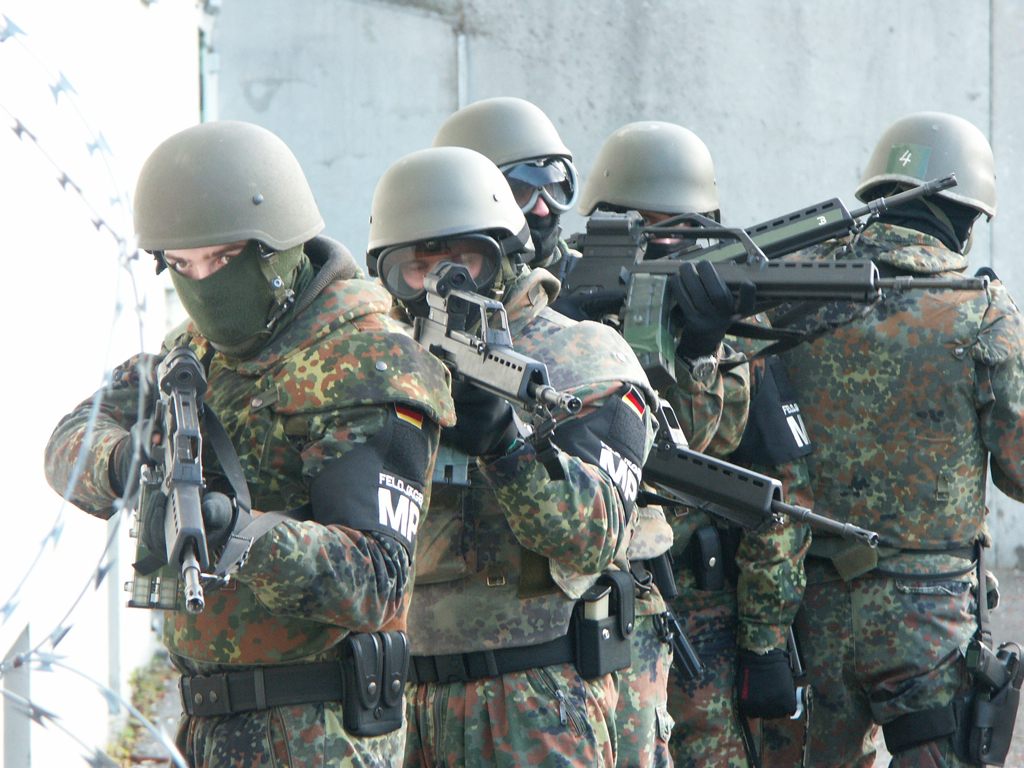
Feldjäger bei einer Übung
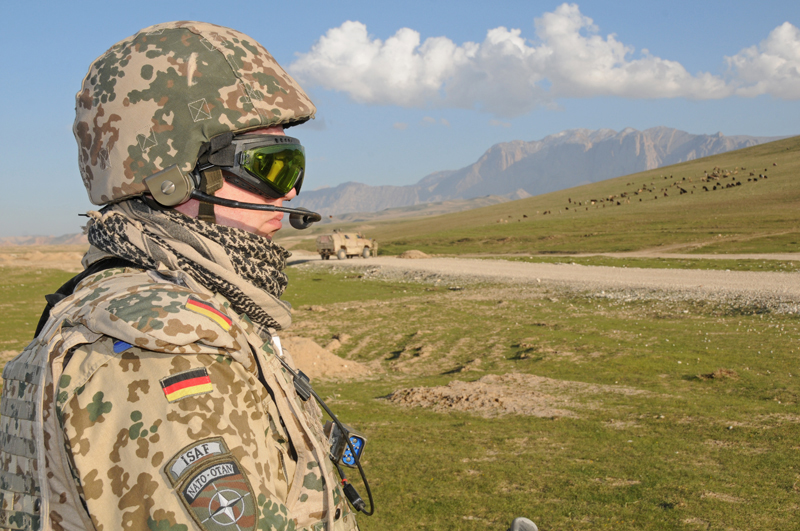
Soldat im ISAF-Einsatz

#### Feldanzug, Tarndruck

##### Feldanzug, Tarndruck, allgemein
Der Feldanzug, Tarndruck ist in der Regel der Tagesdienstanzug und er wird, soweit nicht besondere Umstände wie Ausbildung oder Wetterlage dem entgegenstehen, in der als „Grundform“ bezeichneten Variante mit Feldmütze, Feldbluse (darunter ein T-Shirt oliv oder braun) und Feldhose (alles in Flecktarn bzw. Multitarn), Hosengürtel (steingrau-oliv), Wollsocken (oliv/braun) sowie den Kampfstiefeln (schwarz) getragen. Mögliche Abweichungen von dieser Grundform beschreibt die Zentralvorschrift als „Ergänzung“ bzw. „Abwandlung“. Sie betreffen vor allem Kopfbedeckungen (Gefechtshelm, Barett, Krempenhut, Bergmütze für die Gebirgstruppe, Schiffchen bei Luftwaffe und Marine) sowie Kälte- und Nässeschutzausstattungen.

##### Feldanzug, Tarndruck, für Besatzungen gepanzerter Fahrzeuge

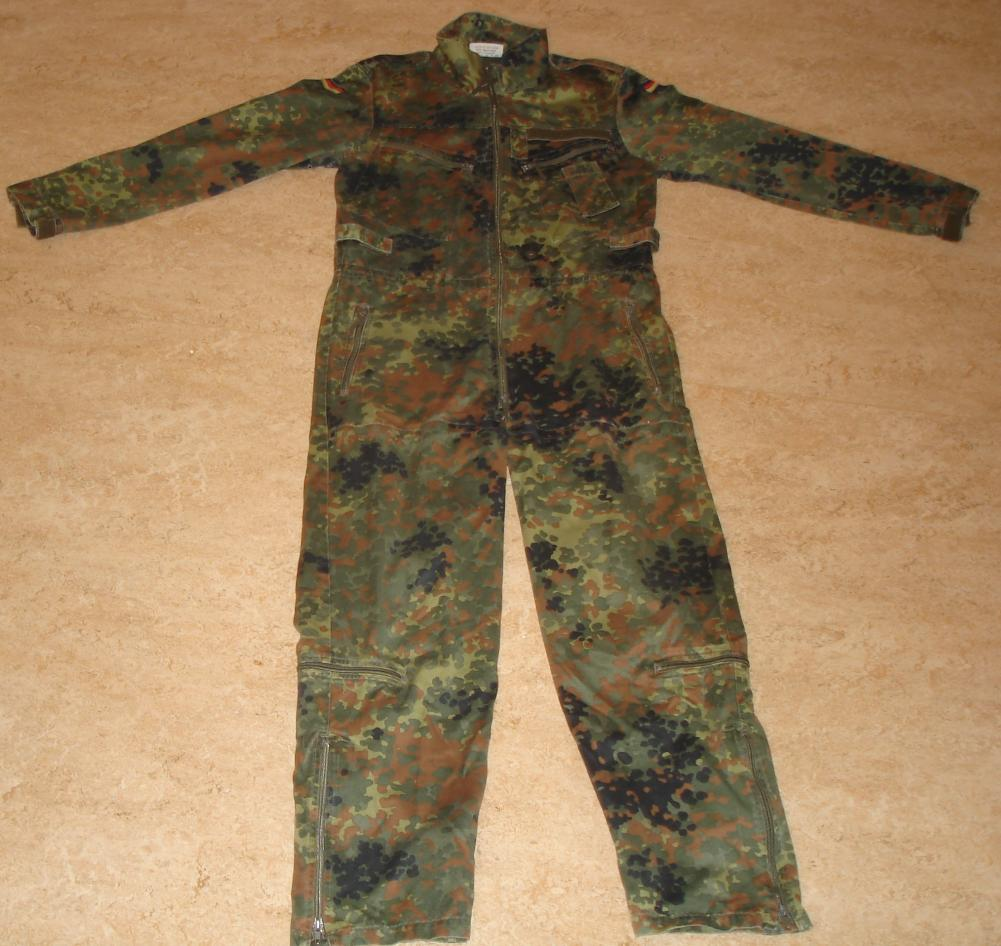
Panzerkombination (Panzerkombi)

Soldaten, die ihren Dienst auf gepanzerten Fahrzeugen wie Kampfpanzern versehen, tragen dabei anstatt des Feldanzuges die sogenannte Panzerkombination. Diese unterteilt sich nicht in Hose und Bluse, sondern ist ein einteiliges Bekleidungsstück ähnlich einem Blaumann. Es unterscheidet sich vom Feldanzug in mehreren Details, so werden die Taschen nicht mit Knöpfen, sondern mit Reißverschlüssen geschlossen. Die Beintaschen befinden sich nicht an den Oberschenkeln, sondern kurz über den Knöcheln. Eine Ärmeltasche ist nicht vorhanden. Es werden auch keine Hosengummis verwendet, um die Hosenbeine oberhalb des Stiefelschaftes einzuklappen (Überfallhose), die Hosenbeine hängen ohne Halt bis zu den Füßen hinunter. Auch im Kragen unterscheidet sich die Panzerkombination vom Feldanzug: So hat sie keinen Umlegekragen, stattdessen lässt man im Kasernendienst die obersten Zentimeter des Reißverschlusses offen, um diesen optisch zu simulieren. Im Gefechtsdienst ist der Reißverschluss in der Regel bis nach oben zugezogen, um auch den Hals zu schützen. Dies wird dadurch gewährleistet, dass die Panzerkombination aus flammhemmendem Stoff hergestellt wird, der auch bei direktem Kontakt mit Feuer mehrere Sekunden lang kein Feuer fängt und so die Überlebenschance bei einem Fahrzeugbrand erhöhen soll. Am Rücken der Panzerkombination befindet sich eine innenliegende Rettungsschlaufe, die unter einem Klettverschluss-Schlitz verborgen ist. An ihr kann ein verwundetes Besatzungsmitglied ohne Hilfsmittel aus dem Fahrzeug gerettet werden. Ansonsten unterscheidet sich die Panzerkombination nicht weiter vom Feldanzug: Namenschild und Dienstgradschlaufen befinden sich an den gleichen Stellen. Neben den Besatzungen gepanzerter Fahrzeuge (Ausnahme: absitzende Teile PzGren) verwenden auch die Freifallspringer und die Absetzer (Soldaten, die nach dem Besuch des Absetzerlehrgangs an der Luftlande-/Lufttransportschule in Altenstadt die Kommandos und Zeichen an die Fallschirmspringer beim Fallschirmsprungdienst automatisch geben) der Bundeswehr eine einteilige Kombination. Parallel zur Panzerkombination wird auch eine passende, d. h. einteilige Kälteschutzkombination ausgegeben.

##### Feldanzug, Tarndruck, Tropen
Der Feldanzug in der Variante „Tropen“ existiert in den Varianten „5-Farb-Tarndruck“ und „3-Farb-Tarndruck“. Grundform, Ergänzungen, Abwandlungen und Trageweise sind in Anlehnung an die Bestimmungen des „Feldanzug, Tarndruck, allgemein“ anzuwenden. Weitere Bestandteile aus der Zusatzausstattung Einsatz sind grundsätzlich nur im Rahmen der einsatzvorbereitenden Ausbildung auf dem Weg vom bzw. zum Dienst sowie während des Dienstes und an Reisetagen in das Einsatzgebiet bzw. aus dem Einsatzgebiet zurück erlaubt.

##### Feldanzug, Tarndruck, Einsatz
Eine Grundform, wie bei den übrigen Formen des Feldanzuges, sieht diese Einsatz-/ Kampfbekleidung (verfügbar als 3-Farb-Tarndruck oder 5-Farb-Tarndruck) nicht vor. Die Kombination der einzelnen Bestandteile kann lage- oder auftragsbezogen unterschiedlich sein. Ein vollständiger Anzug besteht jedoch immer aus Kopfbedeckung, Ober-/Unterbekleidung und Kampfschuhen. Disziplinarvorgesetzte können anlassbezogen eine einheitliche Form des Anzuges befehlen. Das Tragen von Artikeln der Zusatzausstattung Einsatz (hier: Feldanzug, 3-Farb-Tarndruck, Einsatz) ist grundsätzlich nur im Rahmen der einsatzvorbereitenden Ausbildung auf dem Weg vom bzw. zum Dienst sowie während des Dienstes und an Reisetagen in das Einsatzgebiet bzw. aus diesen zurück erlaubt.
Es gibt einige von den bisherigen Uniformbestandteilen abweichende Besonderheiten, z. B. den Krempenhut, das Combat-Shirt SK oder das Staubschutztuch, außerdem wird anstelle der Bestandteile Feldjacke/Feldhose bei dieser Uniformvariante Kampfjacke (lang oder kurz) und Kampfhose getragen.

#### Bord- und Gefechtsanzug (BGA) Marine
- Bord- und Gefechtsanzug (Grundform)
- Bord- und Gefechtsanzug (Abwandlung)

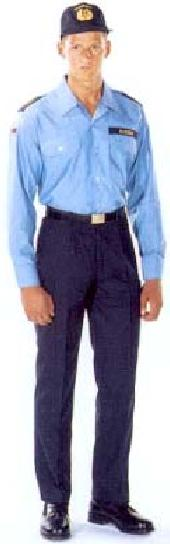
Bord- und Gefechtsanzug (Grundform)
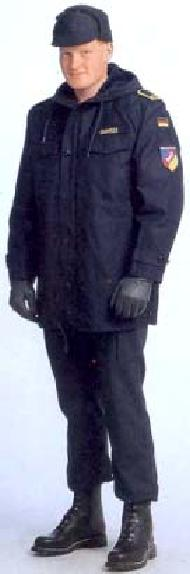
Bord- und Gefechtsanzug (Abwandlung)

Im Seedienst wird der Bord- und Gefechtsanzug (BGA, früher AGA für Arbeits- und Gefechtsanzug) getragen. Er besteht in seiner Grundform aus dem dunkelblauen Schiffchen, mittelblauem Bordhemd, dunkelblauer Bordhose, Hosengürtel, Bordschuhen und Socken. Als Ergänzungen sind vorgesehen: Bordparka, Bordjacke, Pullover (blau, darf als Oberbekleidung getragen werden, jedoch nicht bei Tätigkeiten, die besonders schmutzanfällig sind), Wollschal (dunkelblau) und Fingerhandschuhe.
Als Abwandlungen der Grundform sind möglich: Gefechtshelm, Bordmütze (Winter), Kampfschuhe (schwarz), Seestiefel, einsatzbezogene Kampfschuhe (heiß-trocken, heiß-feucht), Halbschuhe (schwarz), Wollsocken, Krempenhut und Strickmütze (blau).

#### Bord- und Gefechtsanzug, Tropen (Marine)
Die sandfarbene Variante des BGA ist in Grundform, Ergänzungen, Abwandlungen und Trageweise in Anlehnung an die Bestimmungen zum Bord- und Gefechtsanzug (BGA) Marine zu tragen. Weitere Bestandteile aus der Zusatzausstattung Einsatz sind grundsätzlich nur im Rahmen der einsatzvorbereitenden Ausbildung auf dem Weg vom bzw. zum Dienst sowie während des Dienstes und an Reisetagen in das Einsatzgebiet bzw. aus dem Einsatzgebiet zurück erlaubt.

#### Flugdienstanzug

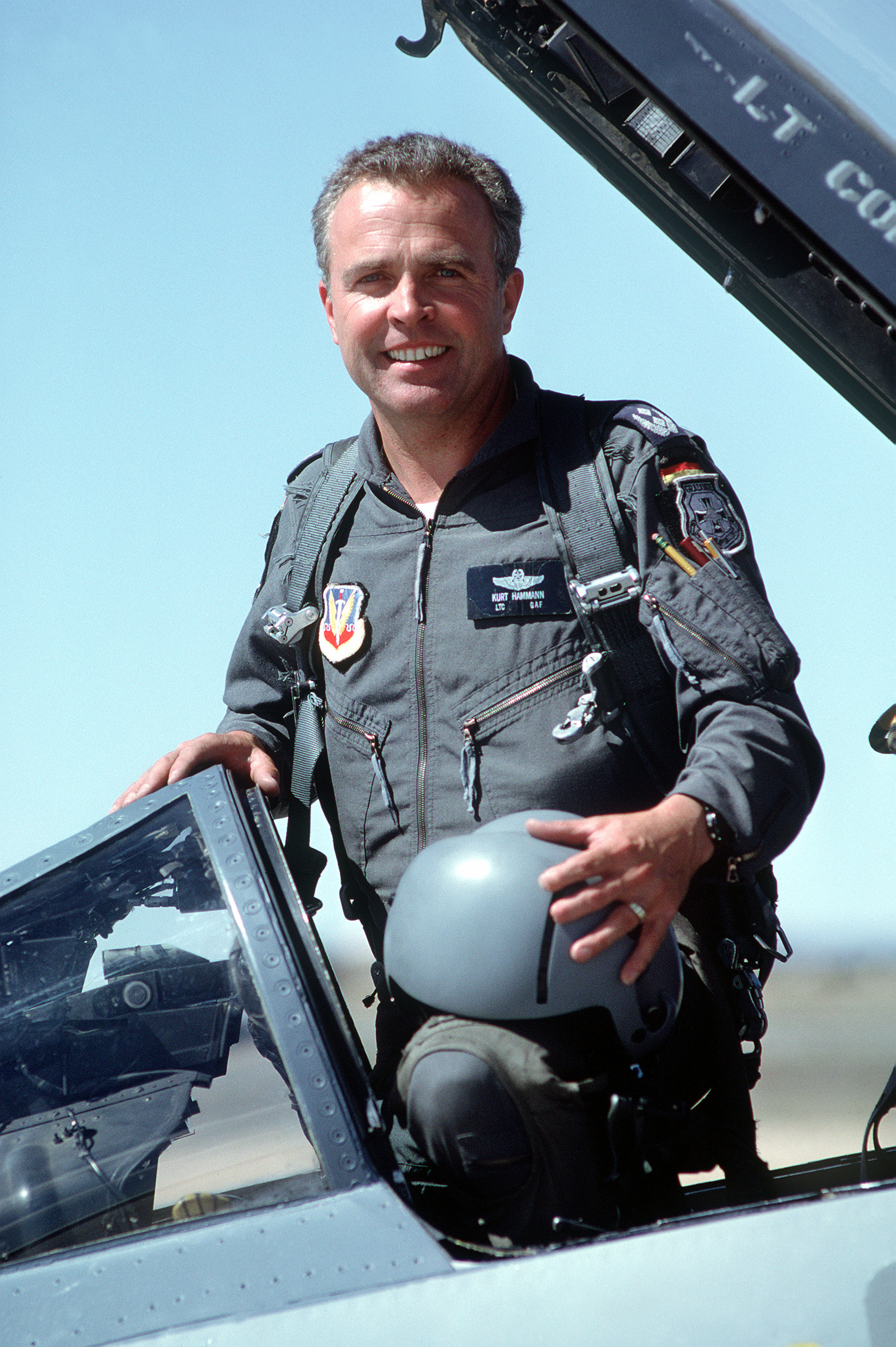
Flugdienstanzug der Luftwaffe blau-grau
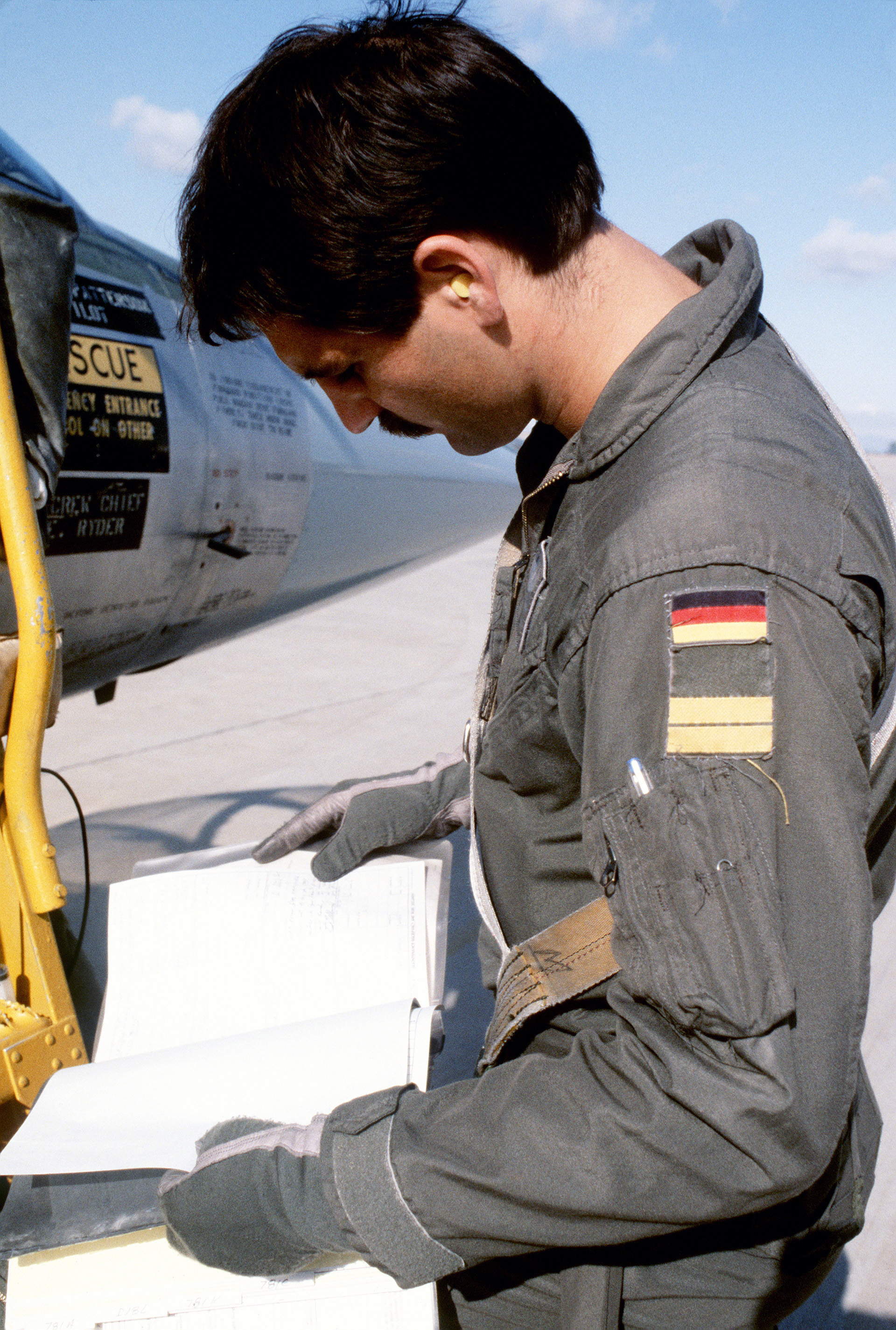
Ein Oberleutnant zur See der Marineflieger

Soldaten, die als ständige Luftfahrzeugbesatzungsangehörige eingesetzt sind, tragen während ihres Dienstes einen Flugdienstanzug. Er besteht in seiner Grundform aus Barett (Heer), Schiffchen (Luftwaffe: blau, Marine: dunkelblau), der Fliegerkombination (Heer: oliv, Luftwaffe: blau-grau, Marine: dunkelblau, inzwischen überwiegend teilstreitkräfteübergreifend: sage green), Wollsocken und den Fliegerstiefeln. Die Fliegerkombination in der Farbe sage green steht in den Varianten „Fliegerkombination Bw“ und „Fliegerkombination, winddicht“ zur Verfügung.
Als Ergänzungen der Grundform können Marineangehörige den Bordparka tragen, Heeres- und Luftwaffenangehörige die Feldjacke, sowie alle Soldaten Nässe- und Kälteschutzausrüstungen, die schwerentflammbare Fliegerjacke, Halstuch und Handschuhe.
Einzige erlaubte Abwandlung dazu ist das Tragen einer Kopfbedeckung: Winter-Feldmütze für Heer und Luftwaffe, Winter-Bordmütze für die Marine sowie die Strickmütze (schwarz/oliv bzw. blau).

##### Fliegerkombination Tropen
Die sandfarbene Variante des Flugdienstanzuges ist in Grundform, Ergänzungen, Abwandlungen und Trageweise in Anlehnung an die Bestimmungen zum Flugdienstanzug zu tragen. Weitere Bestandteile aus der Zusatzausstattung Einsatz sind grundsätzlich nur im Rahmen der einsatzvorbereitenden Ausbildung, auf dem Weg vom bzw. zum Dienst sowie während des Dienstes und an Reisetagen in das Einsatzgebiet bzw. aus dem Einsatzgebiet zurück erlaubt.

### Dienstanzug
Der Dienstanzug wird außerhalb militärischer Anlagen als Ausgehuniform und innerhalb militärischer Anlagen zu besonderen Veranstaltungen getragen. In höheren Dienststellen und Stäben wird der Dienstanzug häufig als Tagesdienstanzug getragen. Ebenso ist der Dienstanzug grundsätzlich für Besuche beim Facharzt und beim ambulanten Besuch eines Bundeswehrkrankenhauses vorgeschrieben.
Er existiert für alle Teilstreitkräfte in der „Grundform A“ und „Grundform B“ und wie der Kampfanzug mit verschiedenen Ergänzungen (Mantel, Pullover …) und Abwandlungen (Kopfbedeckungen, Hemden …). Für Heer und Luftwaffe gibt es zusätzlich den „Großen Dienstanzug“ und für alle Teilstreitkräfte den „Sommeranzug“.
Bestandteile des Dienstanzuges (nicht jedoch des „Großen Dienstanzuges“) und des Sommeranzuges dürfen in festgelegten (bis zu 9 verschiedenen) Variationen selbständig kombiniert werden, dann jedoch nicht öffentlich getragen werden.

#### Dienstanzug, grau (Heer)

Soldaten des Heeres im Dienstanzug
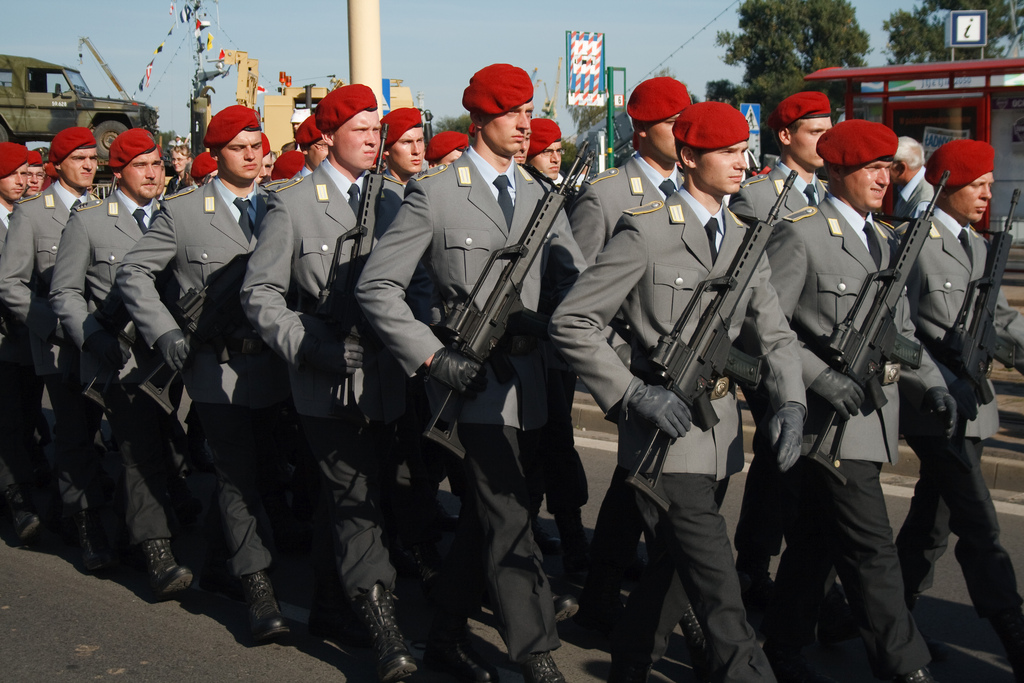
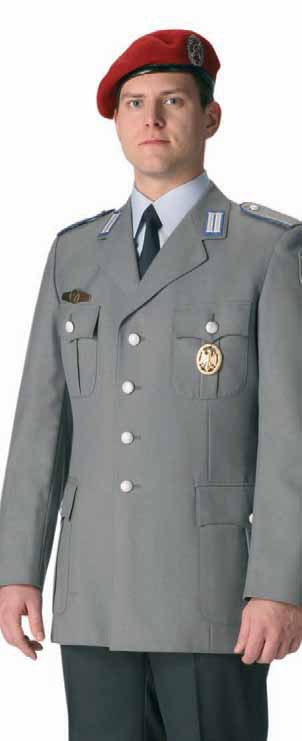

Der Dienstanzug des Heeres (grau) besteht in der „Grundform A“ aus Barett, grauer Dienstjacke mit einem langärmligen hellblauen Diensthemd (Männer) bzw. Dienstbluse (Frauen) und anthrazitfarbenem Langbinder, grauer Hose, schwarzem Gürtel, schwarzen Socken und schwarzen Halbschuhen.
Es existieren verschiedene Ergänzungen und Abwandlungen, wie beispielsweise das Tragen eines kurzärmligen Hemdes ohne Jackett bei besonders warmer oder das Tragen eines Mantels bei besonders kalter Witterung.
Die Uniform der Angehörigen der Gebirgstruppe (Gebirgsjägerbrigade 23, Gebirgsmusikkorps und Infanterieschule – Gebirgs- und Winterkampfschule), unterscheidet sich vom Dienstanzug des Heeres. Sie trägt den Dienstanzug in der „Grundform B“. Anstelle der Dienstjacke wird eine Schibluse getragen. Je nach Anlass als Abwandlung der Grundform mit Keilhose und Bergstiefeln. Dazu trägt die Gebirgstruppe anstelle des Baretts die Bergmütze.

#### Dienstanzug, blau (Luftwaffe)

Dienstanzug der Luftwaffe
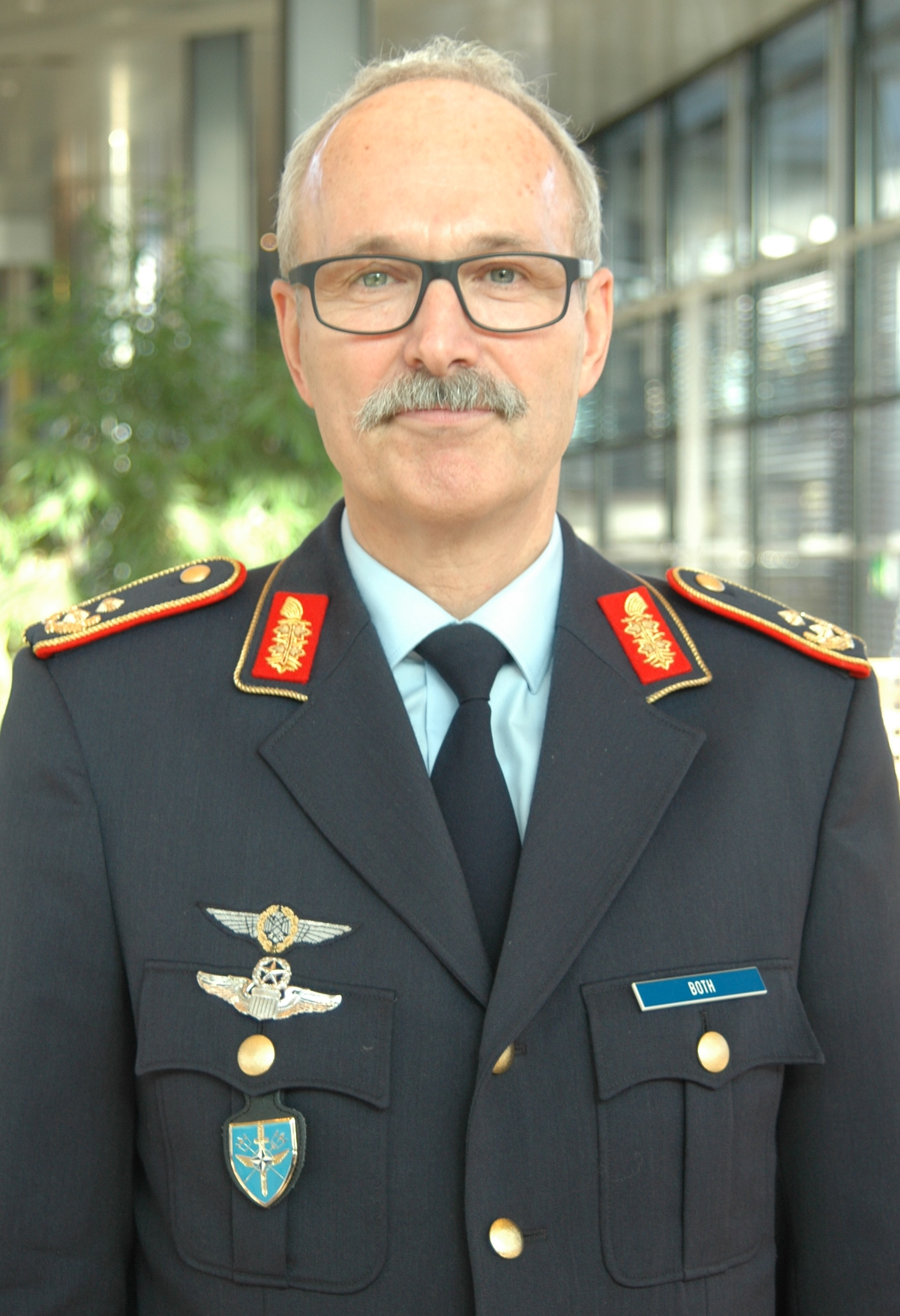
Ausführung für Generäle
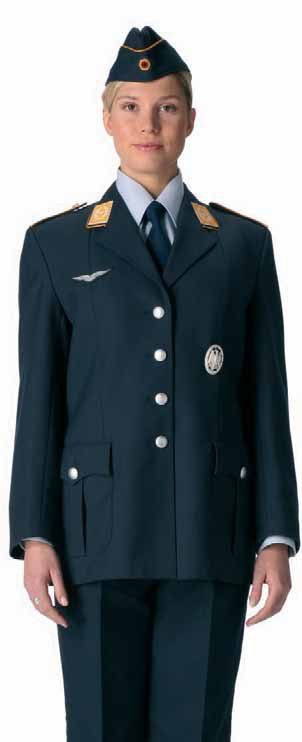

Der Dienstanzug der Luftwaffe (blau) besteht aus einer blauen Dienstjacke mit blauer Hose, schwarzem Gürtel und schwarzen Socken. Unter der Dienstjacke wird ein langärmliges, hellblaues Hemd (Männer) bzw. hellblaue Dienstbluse (Frauen) mit dunkelblauer Krawatte getragen. Kopfbedeckung ist das Luftwaffenschiffchen.
Es existieren verschiedene Ergänzungen und Abwandlungen, wie beispielsweise das Tragen eines kurzärmligen Hemdes ohne Jackett bei besonders warmer oder das Tragen eines Mantels bei besonders kalter Witterung.

#### Dienstanzug, dunkelblau (Marine)

Dienstanzug der Marine
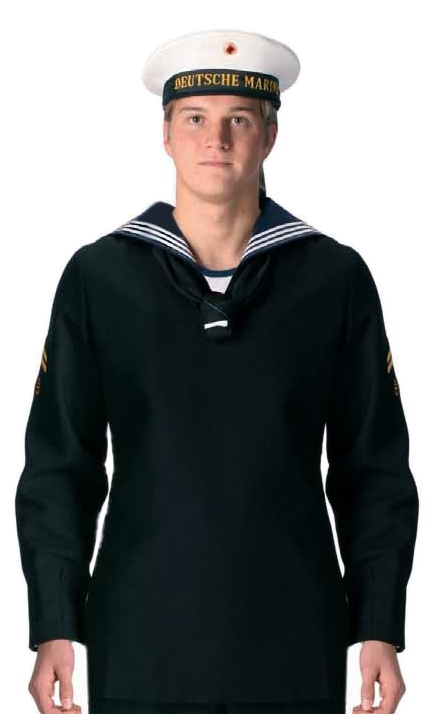
Mannschaften bis zur Vollendung des 30. Lebensjahres („Wäsche achtern“)
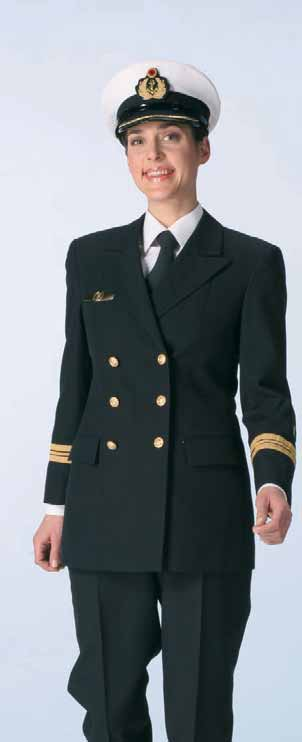
Offiziere, Unteroffiziere und Mannschaften ab dem 30. Lebensjahr und alle Angehörigen der Musikkorps („Wäsche vorn“)

Der Dienstanzug der Marine (dunkelblau), umgangssprachlich die „Erste Geige“, wird in mehrere Gruppen aufgeteilt.
So tragen Mannschaften bis zur Vollendung des 30. Lebensjahres einen Matrosenanzug. Dieser besteht aus einer dunkelblauen Bluse, tief ausgeschnitten, ohne Knöpfe, und einer gleichfarbigen Seemannshose, die als Klapphose ausgeführt ist. Zur Bluse gehören ein mittelblauer Exerzierkragen („Wäsche achtern“) und ein schwarzes Halstuch. Die Dienstgradabzeichen befinden sich bei der Bluse – im Unterschied zu den meisten anderen Uniformen der Bundeswehr – auf dem Oberarm. Seitdem es weibliche Mannschaftsdienstgrade in der Marine gibt, gehört zur Bluse ein weißes T-Shirt mit blauem Rundkragen. Im Sommer wird eine Bluse getragen, die aus einem dünnen weißen Stoff besteht. Als Schuhwerk werden schwarze Halbschuhe und Strümpfe getragen, zum Wachanzug Seestiefel. Im Gegensatz zur „Ersten Geige“ wird dieser Anzug oft „Wachgeige“ oder auch „Zweite Geige“ genannt. Zu diesem Anzug gehört außerdem eine Tellermütze mit weißem Bezug und einem Mützenband mit dem goldenen Namenszug der Einheit des Soldaten. Im Winter wird ein kurzer, dunkelblauer Überziehrock getragen, der Colani.
Offiziere, Unteroffiziere, Mannschaften, die das 30. Lebensjahr vollendet haben und die Mannschaften der Marinemusikkorps tragen traditionell eine zweireihige, dunkelblaue Dienstjacke mit gleichfarbiger Hose und weißem Diensthemd, inoffiziell auch „Wäsche vorn“ genannt. Die Dienstgradabzeichen befinden sich bei der Dienstjacke – im Unterschied zu den meisten anderen Uniformen der Bundeswehr – am unteren Teil der Ärmel. Dazu werden schwarze Schuhe und Strümpfe und eine Schirmmütze mit weißem Bezug getragen. Im Winter wird die Uniform durch einen dunkelblauen, zweireihigen Mantel ergänzt, im Sommer kann anstelle des Jacketts ein kurzärmliges weißes Diensthemd getragen werden.

#### Großer Dienstanzug (Heer, Luftwaffe)
In der „Grundform A“ besteht er aus Barett (Heer) bzw. Schiffchen (Luftwaffe), grauer Dienstjacke und grauer Hose, Kampfschuhen (schwarz), Diensthemd (Männer) bzw. -bluse (Frauen), Langbinder (Heer: anthrazit, Luftwaffe: blau), Gürtel (schwarz), Wollsocken und Lederkoppel (schwarz). Die „Grundform B“ tragen Soldaten der Gebirgstruppe mit den Besonderheiten Bergmütze, Skibluse, Keilhose (grau) und Bergschuhe. Das Tragen des „Großen Dienstanzuges“ in der „Grundform A“ ist Angehörigen dieser Truppenteile jedoch freigestellt.
Als Ergänzungen und Abwandlungen der Grundformen können Mantel (Heer: grau, Luftwaffe: blau), Fingerhandschuhe und Gefechtshelm (ohne Helmüberzug) befohlen werden. Die Grundformen dürfen nicht selbständig ergänzt oder abgewandelt werden. Einzige Ausnahmen sind das Tragen von kurzärmeligen Hemden/Blusen oder das Weglassen der Dienstjacke/Skibluse.

#### Sommeranzug, sandfarben
Für den Dienst in Regionen südlich des 40. Breitengrades (und angelehnt an die Anzugsregelung des Gastlandes auch nördlich davon) gibt es den sandfarbenen Sommeranzug (Dienstanzug). Er besteht in der Grundform aus Barett (Heer), blauem Schiffchen (Luftwaffe), Schirmmütze (Marine-Offiziere, Unteroffiziers- und Mannschaftsdienstgrade nach Vollendung des 30. Lebensjahres), dunkelblauem Schiffchen (Marine), sandfarbener Dienstjacke, Hose, langärmeligem Diensthemd (Männer) oder -bluse (Frauen), Langbinder (Heer: anthrazit, Luftwaffe: blau, Marine: schwarz), jeweils schwarzem Gürtel, Schuhe und Socken. Als Ergänzungen / Abwandlungen der Grundform gibt es zahlreiche Varianten, u. a. mit Mantel (grau, blau, dunkelblau), Pullover, Schirmmütze, Barett, Winkel, Rock, oder hautfarbener Strumpfhose. Die Grundform darf in 9 definierten Varianten selbstständig abgewandelt/ergänzt werden, dann jedoch nicht bei offiziellen Anlässen getragen werden. Der sandfarbene Sommeranzug in seiner Grundform darf auch außerhalb des Dienstes getragen werden. Zum Ausgang soll die neuwertigere Garnitur getragen werden.

#### Sommeranzug, weiß (Marine)
Der weiße Sommeranzug der Marine für Offiziere, Unteroffiziere und Mannschaften nach Vollendung des 30. Lebensjahres besteht aus Schirmmütze, Dienstjacke, Hemd bzw. Bluse und Hose, Gürtel, Socken und Schuhe (alles in weiß). Mannschaften bis zur Vollendung des 30. Lebensjahres tragen weiße Mütze, Klapphose, Hemd, T-Shirt, blauer Hemdkragen, schwarzes seidenes Tuch mit Fliege, schwarze Socken und schwarze Schuhe. Abwandlungen und Kombinationen sind möglich (Schiffchen, weißer Rock mit hautfarbener Strumpfhose, Winkel …), jedoch nicht zulässig für Mannschaften bis Vollendung des 30. Lebensjahres.
Das Tragen aller Sommeranzüge in Deutschland ist verboten, selbst im Zusammenhang mit einer Dienstreise in das Ausland.

### Gesellschaftsanzug

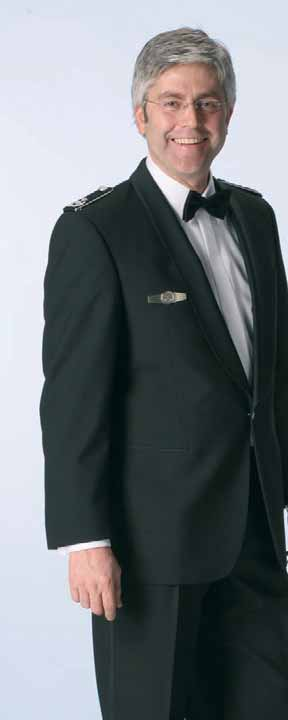
Gesellschaftsanzug des Heeres
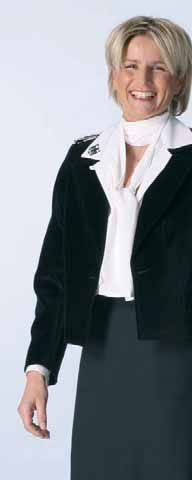
Gesellschaftsanzug des Heeres

Für festliche gesellschaftliche Anlässe wird der Gesellschaftsanzug getragen. Er ist nur für Offiziere und Unteroffiziere zugelassen. Diese tragen ihn, wenn für zivile Gäste Frack oder Smoking vorgesehen ist.
Jackett und Hose ist für männliche Angehörige der Teilstreitkraft Heer schwarz, für Luftwaffen- und Marineangehörige dunkelblau. Weibliche Soldaten tragen Samtjackett und Rock generell in Dunkelblau.
Auch hier gibt es definierte Abwandlungen und Ergänzungen der Grundform, z. B. für verschiedene Kopfbedeckungen oder Handschuhe.

### Sportanzug

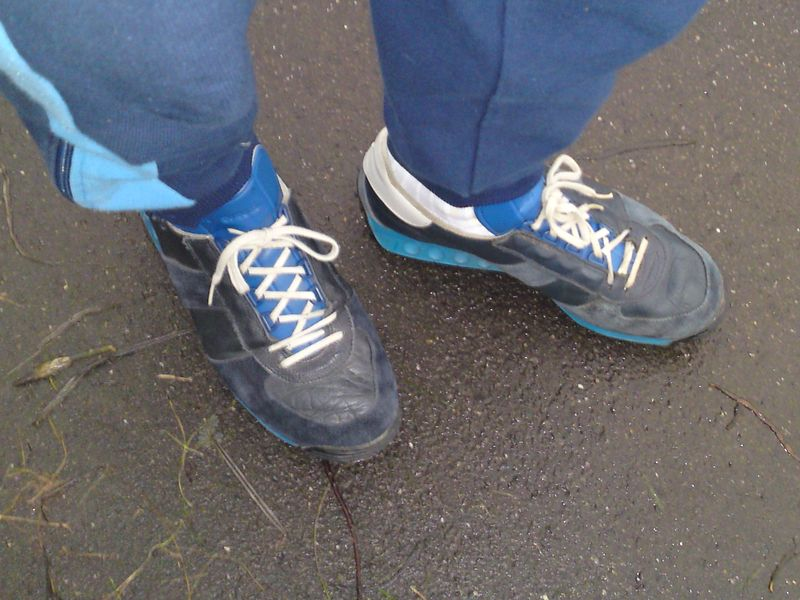
Früheres Modell der Bundeswehr Sportschuhe Gelände mit langer Trainingshose.
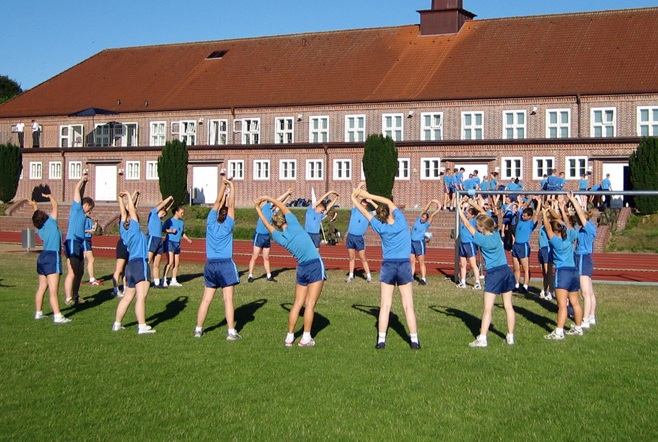
Offizieranwärter der Marine beim Sport in kurzer Hose und Trikot in der Marineschule Mürwik.

Der dienstliche bereitgestellte Sportanzug setzt sich zusammen aus Trainingsanzug, Sporttrikot, Sporthose, Sportsocken, Sportschuhen für Halle und kunststoffbeschichtete Sportanlagen, Sportschuhen für das Gelände und Badehose bzw. Badeanzug. Je nach Art des auszuübenden Sports befiehlt der Disziplinarvorgesetzte die Zusammensetzung des jeweiligen Sportanzuges und kann witterungsbedingte Ergänzungen (z. B. Kälteschutz, Strickmütze schwarz oder blau oder oliv, Nässeschutz, Handschuhe), das Tragen privater Sportbekleidung sowie das Tragen privater Sportschuhe zum Sportanzug genehmigen.
Der Sportanzug darf auch beim außerdienstlichen Sport getragen werden.

## Anzüge zu bestimmten Anlässen
Zu den Anzügen für bestimmte Anlässe gemäß Kapitel 3 der Anzugordnung gehören die Anzüge für:
- Wachdienste
- Sonderdienste
- Feldjägerdienst/Truppenstreifen
  - Feldjägerdienst (SKB, Heeresuniformträger)
  - Truppenstreifen
- Dienstreisende
- Soldaten vor Gericht und beim Vollzug von Freiheitsentziehungen
- Soldaten als Teilnehmer bei militärischen Feiern
  - Großer Zapfenstreich
  - Gelöbnis/Vereidigung
  - Militärische Ehrerweisung bei offiziellen und besonderen Anlässen
  - Trauerfeier und Bestattung
  - Totenehrung
  - Fahnenabordnung
- Soldaten als Beteiligte an dienstlichen Maßnahmen und Veranstaltungen
- Soldaten als Teilnehmer an privaten Veranstaltungen

## Kennzeichnungen

### Allgemeine Kennzeichnungen

#### Kopfbedeckung

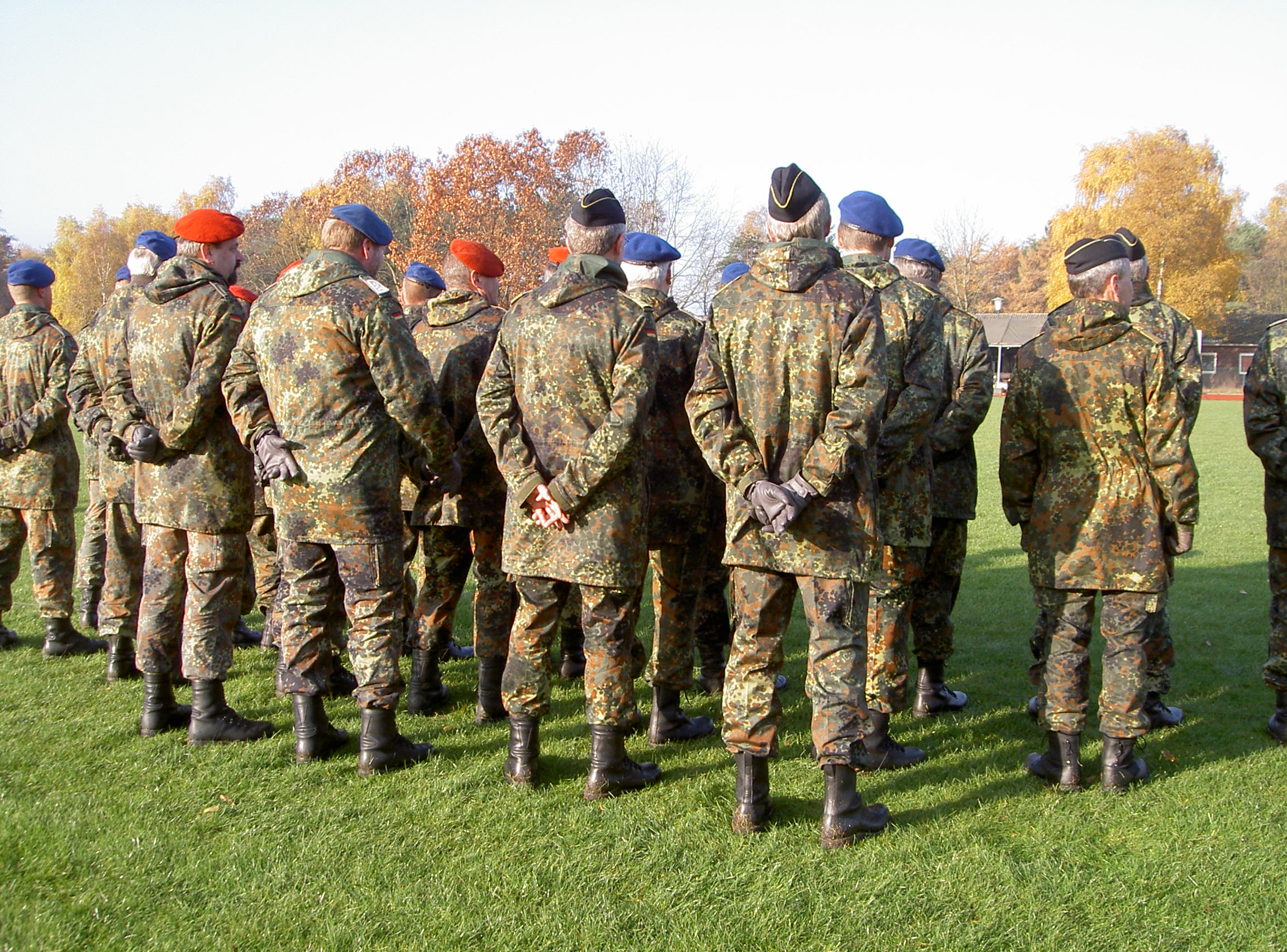
Flecktarn, Barette und Schiffchen bei Offizieren

##### Feldmütze
Die Feldmütze gehört zu den am häufigsten getragenen Kopfbedeckungen der Bundeswehr, da sie regulär zum Feldanzug getragen wird. Sie ist in der heutigen Gestaltungsform mit demselben Tarnmuster bedruckt wie der zugehörige Feldanzug. An der Front ist eine Kokarde in den Bundesfarben Schwarz-Rot-Gold angebracht.

##### Barett

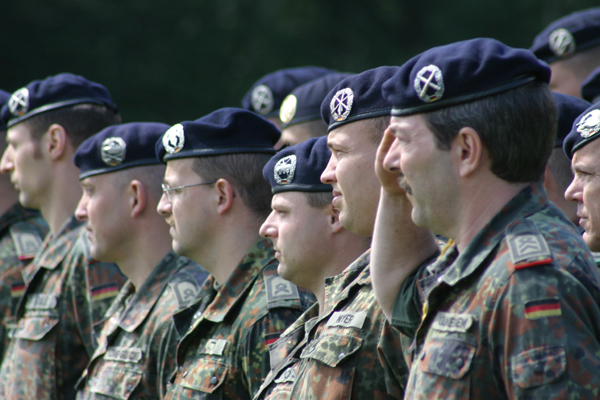
Feldwebel mit verschiedenen Barettabzeichen

Das Barett ist eine der Kopfbedeckungen der Bundeswehr. Bei fast allen Heeresuniformträgern aber auch einigen Luftwaffen- und Marineuniformträgern zählt das Barett zur persönlichen Ausrüstung. In vielen Truppenteilen der Bundeswehr ist das Barett außerhalb des Gefechtsdienstes die gewöhnliche Kopfbedeckung. Seine Farbe und das am Barett über der linken Schläfe angesteckte Truppengattungsabzeichen erlauben häufig die Zuordnung des Soldaten zu einer Truppengattung (bzw. Dienstbereich oder Verwendungsreihe) bzw. zu einem multinationalen Großverband.

##### Bergmütze
Angehörige der Gebirgstruppe haben als Kopfbedeckung zum Dienstanzug die Bergmütze. Statt dieser kann grundsätzlich auch das Barett getragen werden. Links seitlich an der Bergmütze ist ein metallgeprägtes Edelweiß befestigt.

##### Schiffchen

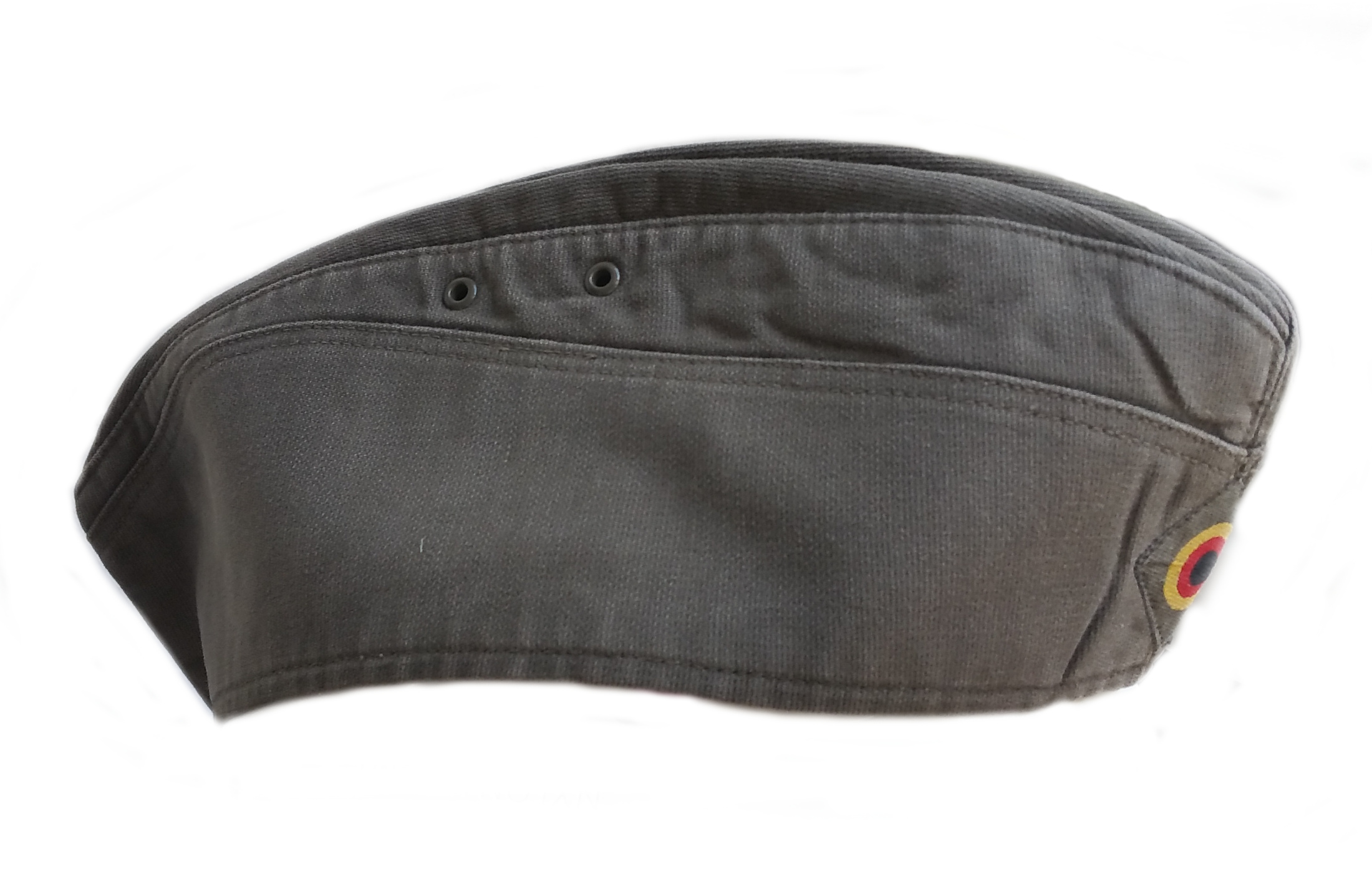
Schiffchen zum Feldanzug, oliv

Das Schiffchen wird nur noch bei der Luftwaffe und bei der Marine getragen. Das Schiffchen der Marine ist dunkelblau, das der Luftwaffe in blau.
Je nach Dienstgradgruppe des Trägers unterscheiden sich die Schiffchen in Details. Das Schiffchen wurde 1959 eingeführt. Das Schiffchen (oliv) wurde zum Feldanzug in allen Teilstreitkräften getragen. Zum Dienstanzug gab es für jede Teilstreitkraft eines in Mausgrau (Heer), in Blau (Luftwaffe) und in Dunkelblau (Marine). Beim Heer wurden jeweils für Waffenzeugmeister auch ein schwarzes Schiffchen ausgegeben, was teilweise heute noch getragen wird. Das graue Schiffchen wurde ab 1978 flächendeckend vom Barett abgelöst, das olive verschwand erst 2002. Gegen Ende der 1990er wurden einige Schiffchen in Flecktarn produziert, die aber nicht offiziell eingeführt wurden.

##### Schirmmützen
Für viele Marineuniformträger ist die Schirmmütze die gewöhnliche Kopfbedeckung zum Dienstanzug. Seltener wird die Schirmmütze von Luftwaffen- und Heeresuniformträgern getragen, wo meist stattdessen Barett, Bergmütze oder Schiffchen vorgezogen werden. Die Schirmmütze wird überwiegend nur zum Dienst- und Gesellschaftsanzug getragen. Ausführung und die Schirmapplikationen erlauben meist die Zuordnung des Soldaten zu einer Teilstreitkraft oder Dienstgradgruppe.

##### Tellermütze

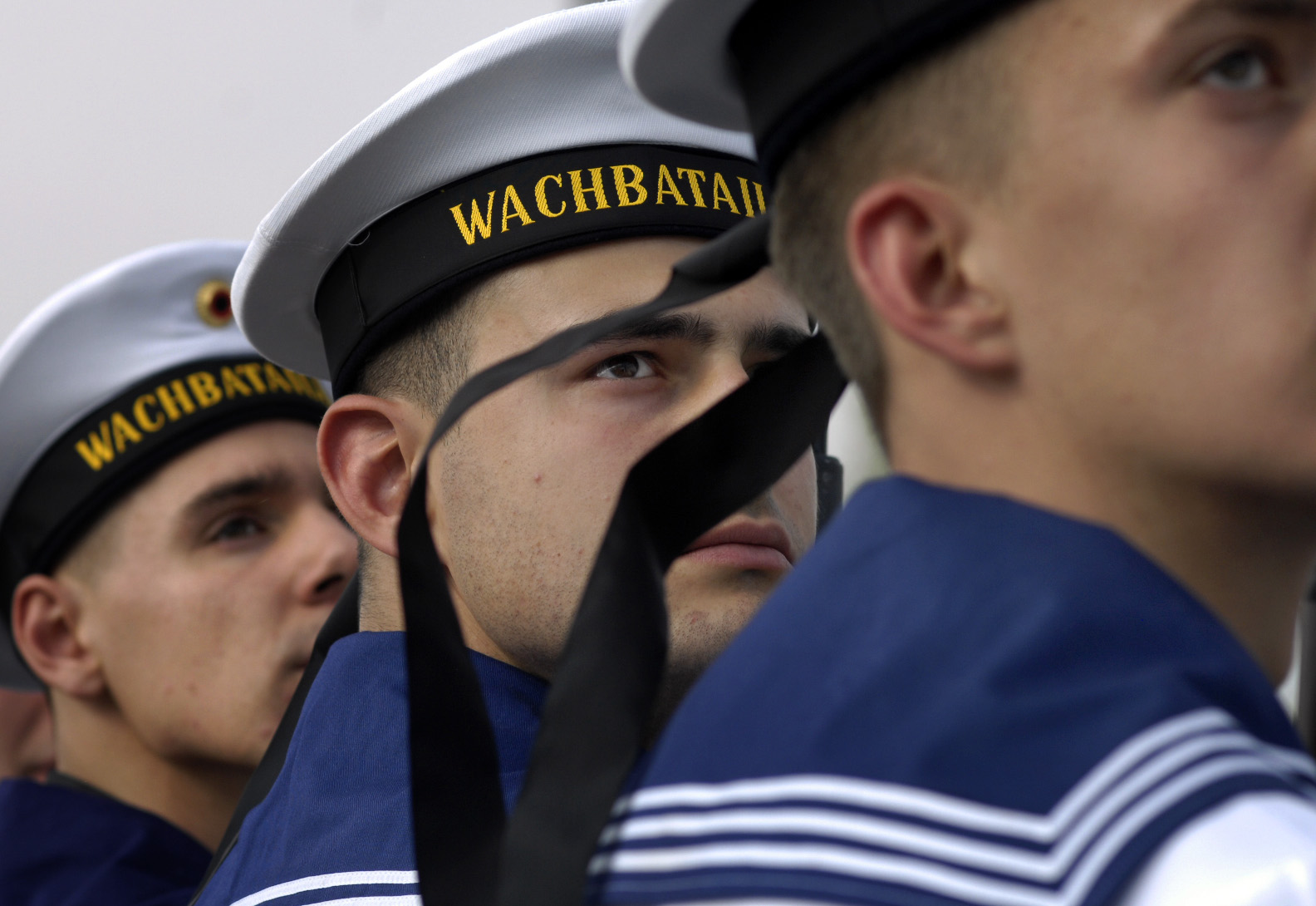
Tellermützen der Marine

Mannschaften bis zum 30. Lebensjahr der Marine tragen eine Tellermütze. Auf dem Mützenband steht in goldenen Buchstaben der Name des Bootes, Schiffes oder der Dienststelle, der der Soldat angehört.

##### Gefechtshelm
Der Bundeswehrhelm war zur Zeit seiner Einführung im Juni 1956 ein Politikum. Den Forderungen des Militärs nach einem wirksamen Kopfschutz für die Soldaten wurde nur sehr zögerlich nachgekommen. Unter keinen Umständen sollte der Helm für die Bundeswehr auf Konstruktionen beruhen, die vor dem Zweiten Weltkrieg entwickelt worden waren beziehungsweise an die Zeit des Nationalsozialismus erinnerten. Die baulichen Mängel des nach US-amerikanischen Muster konstruierten Helms wurden durch Kompromisse beim Helminnenfutter abgemildert. Für den aktuellen Gefechtshelm M92 aus Aramid, der am 15. Januar 1992 eingeführt wurde, galten diese politischen Bedenken nicht mehr. Der Helm sollte unter Wahrung der modernsten militärischen Gesichtspunkte auch alle Vorteile des M35 (Stahlhelm) in sich vereinigen.

#### Schulterklappen
Die Schulterklappen sind am Dienst- und Gesellschaftsanzug (Heer, Luftwaffe) und der Schibluse (Heer) bei Generalen mit einer goldfarbenen Kordel, übrigen Offizieren und Oberfähnrichen mit einer silberfarbenen Kordel, Unteroffizieren und Mannschaften des Heeres in der Farbe ihrer Kragenspiegel sowie Unteroffizieren und Mannschaften der Luftwaffe goldgelb eingefasst.

#### Kragen
Der Kragen der Dienstjacke (Heer, Luftwaffe) und der Schibluse (Heer) ist bei Generalen mit einer goldfarbenen Kordel aus Metallgespinst, übrigen Offizieren und Oberfähnrichen mit einer silberfarbenen Kordel aus Metallgespinst, Unteroffizieren mit Portepee (auch als Offizieranwärter) mit einer hellaltgoldfarbenen Kordel aus Metallgespinst sowie Unteroffizieren ohne Portepee und Mannschaften der Luftwaffe in goldgelb eingefasst.

### Funktionskennzeichnungen

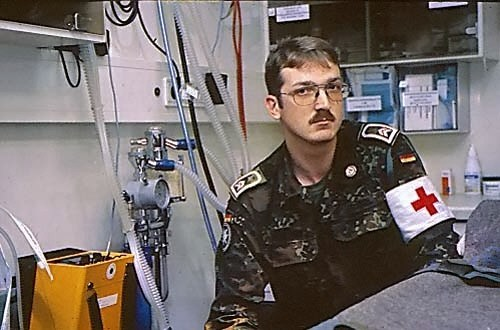
Sanitätspersonal mit Armbinde

Das Sanitätspersonal trägt zur Kennzeichnung eine 12 cm breite, zweiseitig bedruckte Armbinde aus Baumwollgewebe, die gewendet werden kann, mit dem Schutzzeichen des roten Kreuzes. Sie wird auf dem linken Oberärmel getragen. Die olivfarbene Unterseite wird nur auf Befehl nach außen getragen.
An der Uniform werden verschiedene Kennzeichnungen getragen, um auf besondere oder temporäre Dienststellungen hinzuweisen, z. B. die weiße UvD-Armbinde oder die goldgelbe Spießschnur.

### Reservisten
Reservisten der Bundeswehr, denen die Genehmigung zum Tragen der Uniform außerhalb eines Wehrdienstverhältnisses erteilt worden ist, können den Dienstanzug (Grundform, witterungsbedingt mit Ergänzungen) und
den Gesellschaftsanzug, bei besonderen Anlässen und unter bestimmten Voraussetzungen tragen. In begründeten Ausnahmefällen darf nach Genehmigung auch der Feldanzug, Tarndruck, allgemein, Grundform (ggf. mit Ergänzungen/Abwandlungen) getragen werden.
Die ursprüngliche Kennzeichnung der Uniform ist mit Änderung des Reservistengesetzes vom 4. August 2019 weggefallen.

### Lederkoppel mit Kastenschloss
Das 5 cm breite, schwarze Lederkoppel wird von einem Kastenschloss mit aufgeprägtem Bundesadler und der ringförmig um den Bundesadler aufgeprägten Aufschrift „EINIGKEIT·RECHT·FREIHEIT“ geschlossen. Das Kastenschloss ist für Soldaten der Marine und Generale bei Heer und Luftwaffe goldfarben, bei den übrigen Soldaten silberfarben.

### Fangschnur
Die Fangschnur ist ein Breitgeflecht mit Laufschnüren aus Metallgespinst. Für Soldaten der Marine ist das Metallgespinst goldfarben, für Generale bei Heer und Luftwaffe mattgoldfarben und für die übrigen Soldaten mattsilberfarben.

### Namensband/Namensschild
Das Namensband ist ein ca. 2,5 cm hohes und 14 cm breites Baumwoll-/Kunststoffband. Es wird waagerecht über der linken Brusttasche bzw. an entsprechender Stelle getragen. Für die namentliche Kennzeichnung der Bekleidungsstücke des Feldanzuges, Tarndruck, sind die Namensbänder mit Haftbandverschluss versehen. Selbst beschaffte, handgestickte Namensbänder dürfen getragen werden.
Die Namenszeichen sind in Großbuchstaben in Schriftart Arial auszuführen. Der akademische Grad „Doktor“ darf in abgekürzter Form „Dr.“ zum Namen getragen werden. Von Namensbestandteilen, die ehemalige Adelsprädikate waren, darf nur der Zusatz „von“ in abgekürzter Form „v.“ getragen werden.

### Ärmelbänder
Soldaten namentlich festgelegter Verbände des Heeres und der Luftwaffe tragen auf beiden Ärmeln der Dienstjacke und des Mantels, 12 cm über der Ärmelunterkante ein Ärmelband. Soldaten der Heeresfliegertruppe tragen das Ärmelband, solange sie dieser Truppengattung personalwirtschaftlich zugeordnet sind. Das Band ist 3 cm breit, grau (Heer) bzw. dunkelblau (Luftwaffe), mit maschinengestickter, silberfarbener Aufschrift/Doppelschwinge und silberfarbenen Randstreifen. Offiziere und Unteroffiziere dürfen selbstbeschaffte, handgestickte Ärmelbänder tragen. Marineuniformträger tragen keine Ärmelbänder. Die Verbände mit Ärmelband sind:
- Wachbataillon beim Bundesministerium der Verteidigung
- Panzerlehrbrigade 9 sowie truppendienstlich unterstellte Truppenteile
- Offizierschule des Heeres
- Unteroffizierschule des Heeres
- Taktisches Luftwaffengeschwader 31 „Boelcke“
- Taktisches Luftwaffengeschwader 51 „Immelmann“
- Taktisches Luftwaffengeschwader 71 „Richthofen“
- Taktisches Luftwaffengeschwader 73 „Steinhoff“

## Abzeichen

### Nationalitätsabzeichen
Soldaten der Bundeswehr tragen das Nationalitätsabzeichen Bundesrepublik Deutschland waagerecht, 6 cm unter der Ärmeleinsatznaht, auf beiden Oberärmeln bestimmter Bekleidungsstücke, z. B. der Feldbluse und -jacke.

### Teilstreitkraftabzeichen Luftwaffe
Soldaten der Luftwaffe tragen am Kampfanzug auf den Aufschiebeschlaufen das Teilstreitkraftabzeichen Luftwaffe als eingewebte, stilisierte, schwarze (für Generale goldfarbene) Doppelschwinge.
Soldaten der Luftwaffe tragen auf der rechten Seite der Dienstjacke, 1 cm über der Oberkante der Brusttasche, das Teilstreitkraftabzeichen Luftwaffe als stilisierte, silberfarbene Doppelschwinge auf blauem Grundtuch (maschinengestickt). Selbstbeschaffte handgestickte Abzeichen dürfen an selbstbeschafften Dienstjacken getragen werden. Das Abzeichen ist beim Erwerb eines an gleicher Stelle zu tragenden, deutschen Tätigkeitsabzeichens abzulegen.

### Dienstgradabzeichen
Häufigste Ausführung der Dienstgradabzeichen sind gewebte Aufschiebeschlaufen oder Metallembleme für die Schulterklappen. Bei den Dienstanzügen der Marine werden die Dienstgradabzeichen meist traditionell auf die Ärmel aufgenäht. Je nach Uniformstück und Uniformträgerbereich unterscheiden sich die Dienstgradabzeichen deutlich.
Soldaten des Heeres tragen an Feldjacke, Feldbluse, Kampfjacke, Pullover, Blouson und Ganzjahresjacke unterhalb des Dienstgradabzeichens an der Ärmeleinsatznaht truppengattungsanzeigende Farblitzen. An dieser Stelle findet sich bei der Luftwaffe stattdessen die Luftwaffenschwinge auf der Aufziehschlaufe. Anders als beim Heer tragen Luftwaffen-Rekruten im untersten Dienstgrad während der Grundausbildung bereits Aufschiebeschlaufen mit den Schwingen auf den Schultern. Die verschiedenen Aufgabenbereiche (Dienstteilbereiche) sind bei der Luftwaffe nur an den Tätigkeitsabzeichen zu erkennen. Bei der Marine entsprechen die Dienstgradabzeichen der Mannschaften und Unteroffiziere denen des Heeres, sind jedoch in Gold ausgeführt.

### Laufbahnabzeichen
Laufbahnabzeichen werden von Sanitätsoffizieren und Sanitätsoffizieranwärtern im Uniformträgerbereich Heer und Luftwaffe sowie von Offizieren und Offizieranwärtern der Marine getragen:
| Laufbahnabzeichen (Offiziere)                                                         | Laufbahnabzeichen (Offiziere)                                        | Laufbahnabzeichen (Offiziere) |
| Verwendungsbereich                                                                    | Ausführung                                                           | Abzeichen                     |
| ------------------------------------------------------------------------------------- | -------------------------------------------------------------------- | ----------------------------- |
| Offiziere und Offizieranwärter des Truppendienstes und des militärfachlichen Dienstes | Fünfzackiger Stern (Seestern)                                        |                               |
| Militärmusikdienst                                                                    | dreisaitige Lyra                                                     |                               |
| Geoinformationsdienst                                                                 | stilisierter Globus mit Schriftzug „GEO“                             |                               |
| Arzt oder Sanitätsoffizieranwärter                                                    | Äskulapstab, Schlange in doppelter Windung                           |                               |
| Zahnarzt                                                                              | Äskulapstab, Schlange in einfacher Windung (Schlange bildet ein „Z“) |                               |
| Apotheker                                                                             | Schlange in doppelter Windung über einer Schale                      |                               |

### Verwendungsabzeichen für Unteroffiziere und Mannschaften der Marine
Unteroffiziere und Mannschaften der Marine tragen Verwendungsabzeichen entsprechend ihrer Verwendungszugehörigkeit.
| Verwendungsabzeichen (Unteroffiziere und Mannschaften) | Verwendungsabzeichen (Unteroffiziere und Mannschaften) | Verwendungsabzeichen (Unteroffiziere und Mannschaften) |
| Verwendungsbereich                                     | Ausführung                                             | Abzeichen                                              |
| ------------------------------------------------------ | ------------------------------------------------------ | ------------------------------------------------------ |
| Seemännischer Dienst (10er)                            | Unklarer Anker (Anker mit Tau)                         |                                                        |
| Marineführungsdienst (20er)                            | Klarer Anker mit Blitz                                 |                                                        |
| Marinewaffendienst (30er)                              | Klarer Anker mit flammender Granate                    |                                                        |
| Marinetechnikdienst (40er)                             | Klarer Anker mit Zahnrad                               |                                                        |
| Marinefliegerdienst (50er)                             | Klarer Anker mit Doppelschwinge                        |                                                        |
| Logistik und Stabsdienst (60er)                        | Klarer Anker mit Schlüssel                             |                                                        |
| Verkehrswesen und Marinesicherungsdienst (70er)        | Klarer Anker (ohne Zusatz)                             |                                                        |
| Sanitätsdienst (81)                                    | Klarer Anker mit Schlange in doppelter Windung         |                                                        |
| Militärmusikdienst (85)                                | Klarer Anker mit Lyra                                  |                                                        |

### Abzeichen an der Sportbekleidung
Das Abzeichen an der Sportbekleidung ist ein schwarzer Bundesadler mit der Überschrift „BUNDESWEHR“ und schwarzer Doppel-Wappenumrandung als Stoffabzeichen bzw. Aufdruck in der Größe 7 × 9 cm.
Als Stoffabzeichen wird das Abzeichen auf der linken Brustseite der Jacke des Trainingsanzuges (außer Sportanzug, Modell 2015) bzw. als Aufdruck in Brustmitte auf dem Sporttrikot getragen.
An der Sportbekleidung dürfen keine Ehren-, Verbands- oder sonstigen Abzeichen getragen werden.

### Verbandsabzeichen des Heeres
Heeresuniformträger tragen als Ärmelaufnäher des Dienstanzugs Verbandsabzeichen.

### Interne Verbandsabzeichen
Interne Verbandsabzeichen (IntVbdAbz) sind alle nach festgelegten Gestaltungsregeln genehmigten Wappen und Embleme des Bundesministeriums der Verteidigung, der Kommandobehörden, Ämter, Dienststellen und Truppenteile aller Organisationsbereiche, welche mindestens die organisatorische Größe einer Einheit aufweisen, die die Zusammengehörigkeit fördern und der Eigendarstellung dienen.

### Abzeichen an der Kopfbedeckung
Die Kokarde, Durchmesser 2,1 cm, von innen nach außen in den Bundesfarben Schwarz-Rot-Gold, ist an Schirmmütze, Schiffchen (blau und dunkelblau), Mütze (weiß), Feldmütze (Tarndruck) und Bergmütze zu tragen (Kokardenmittelpunkt 3 cm unter dem oberen Rand). Heeresuniformträger tragen an Schirm- und Bergmütze gekreuzte Säbel mit bzw. ohne Eichenlaubumrandung. Weitere Abzeichen an der Kopfbedeckung des Heeres sind das Edelweiß und die Barettabzeichen. In der Luftwaffe und Marine werden an der Schirmmütze eine Doppelschwinge bzw. ein unklarer Anker, jeweils mit Eichenlaubumrandung, sowie Barettabzeichen getragen.
Am Gefechtshelm, Fliegerhelm, an der Feldmütze (Winter) und an den Kopfbedeckungen der Sonderbekleidung werden keine Abzeichen getragen.

### Tätigkeitsabzeichen
Tätigkeitsabzeichen kennzeichnen den aufgrund einer nachgewiesenen Ausbildung und fachbezogenen Verwendung erreichten Ausbildungs- und Erfahrungsstand der Soldaten an der Uniform.

### Sonderabzeichen
Sonderabzeichen werden nach erfolgreichem Abschluss einer besonderen Ausbildung, als Anerkennung für das Erfüllen besonderer Bedingungen während einer Ausbildung, zur Kennzeichnung einer besonderen Fachkunde, zur Kennzeichnung einer herausgehobenen Dienststellung oder als Anerkennung für erschwerte Bedingungen an Bord ausgehändigt. Die Abzeichen sind:
- Kommandosoldat,
- Kräfte mit erweiterter Grundbefähigung (entspricht dem ehemaligen Abzeichen für Führer im Fallschirmjägerspezialeinsatz)
- Einzelkämpfer,
- Führer einer auf sich gestellten Gruppe,
- Sicherungstruppenführer der Luftwaffe,
- Heeresbergführer,
- Heereshochgebirgsspezialist,
- Munitionsfachpersonal,
- Taktische Verwundetenversorgung
- Fallschirmspringer,
- Kommandant (Marine),
- Seefahrendes Personal,
- U-Bootpersonal,
- Bordeinsatzkräfte Marine

### Abzeichen für besondere Leistungen im Truppendienst
Mit dem Leistungsabzeichen, Reservistenleistungsabzeichen und der Schützenschnur werden besondere truppendienstliche und sportliche Leistungen der aktiven Soldaten sowie der Reservisten gewürdigt.

### Ausländische, binationale und multinationale Abzeichen
Verbands- und Dienststellenabzeichen ausländischer bi-/multinationaler Stäbe, Kommandobehörden und Dienststellen dürfen auf der Falte bzw. Mitte der rechten Brusttasche als Brustanhänger getragen werden. Sofern die Verbands- und Dienststellenabzeichen Ärmelabzeichen sind, werden diese auf dem rechten Oberärmel getragen.
Die eingeführten Abzeichen für die NATO Response Force (NRF) und die EU Battlegroups (EUBG) sind multinationale Verbandsabzeichen, die bei Zugehörigkeit zur NRF bzw. der EUBG zu tragen sind.
Abzeichen ausländischer Streitkräfte dürfen getragen werden, sofern sie im Dienst, bei dienstlichen Veranstaltungen nach § 1 Abs. 2 i. V. m. § 81 Soldatengesetz oder im Rahmen von Patenschaftsveranstaltungen aufgrund einer besonderen militärischen Ausbildung oder nach Erfüllung besonderer militärischer Leistungsbedingungen (z. B. Schießen) erworben wurden.

## Orden und Ehrenzeichen

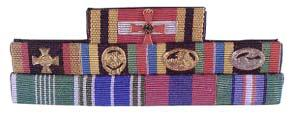
Bandschnallen u. a. mit Großem Bundesverdienstkreuz und Ehrenkreuz der Bundeswehr

Soldaten dürfen Orden und Ehrenzeichen tragen, die nach dem Gesetz über Titel, Orden und Ehrenzeichen (OrdenG) zugelassen oder von den Ländern verliehen werden und jeweils in der Anzugordnung der Bundeswehr aufgeführt sind. Orden und Ehrenzeichen, die im Zeitraum 1933 bis 1945 verliehen worden sind, wie auch Auszeichnungen der ehemaligen Deutschen Demokratischen Republik, dürfen nur gemäß den Bestimmungen des Gesetzes über Titel, Orden und Ehrenzeichen an der Uniform getragen werden. Orden und Ehrenzeichen, die von einem ausländischen Staatsoberhaupt oder einer ausländischen Regierung verliehen worden sind, dürfen getragen werden, wenn die Annahme und das Tragen genehmigt worden ist. Das Gleiche gilt für Auszeichnungen internationaler Organisationen (z. B. UNO, NATO, WEU).
Getragen werden dürfen unter anderem (nicht unbedingt in allen Ausführungen):
- Verdienstorden der Bundesrepublik Deutschland
- Goethe-Medaille
- Orden Pour le Mérite für Wissenschaften und Künste
- Ehrenzeichen der Bundeswehr (nach Verleihung einer höheren Stufe braucht die niedrigere nicht abgelegt zu werden)
- Einsatzmedaille der Bundeswehr in Bronze, Silber und Gold (Je Einsatz darf jeweils nur die höchste verliehene Stufe getragen werden)
- Einsatzmedaille Gefecht
- Einsatzmedaille Fluthilfe 2002, 2013 und 2021
- Grubenwehr-Ehrenzeichen in Silber und Gold
- Ehrenzeichen des Johanniterordens
- Deutsches Feuerwehr-Ehrenzeichen (Deutsche Feuerwehr-Ehrenmedaille, Deutsches Feuerwehr-Ehrenkreuz in Bronze, Silber und Gold)
- Ehrenzeichen des Technischen Hilfswerks
- Ehrenzeichen der Deutschen Verkehrswacht in Silber und Gold
- Ehrenzeichen des Deutschen Roten Kreuzes in Silber und Gold
- Medaille für Rettung aus Seenot der Deutschen Gesellschaft zur Rettung Schiffbrüchiger in Bronze, Silber und Gold
- Silbernes Lorbeerblatt (nur als Bandschnalle)
- Silbermedaille für den Behindertensport
- das Deutsche Sportabzeichen (nach Verleihung einer höheren Stufe braucht die niedrigere nicht abgelegt zu werden)
- Deutsches Sportabzeichen in gold-/platinfarbiger (bicolor) Ausführung mit Verleihungszahl
- Deutsches Rettungsschwimmabzeichen der Deutschen Lebens-Rettungs-Gesellschaft, des Deutschen Roten Kreuzes oder des Arbeiter-Samariter-Bundes in Silber und Gold
- UN-Medaille
- Einsatzmedaille der Europäischen Union
- NATO-Medaille